# Vadencourt (Aisne)
Pour les articles homonymes, voir Vadencourt.
Vadencourt est une commune française située dans le département de l'Aisne, en région Hauts-de-France.
Ses habitants sont les Vadencourtois et les Vadencourtoises.

## Géographie

### Localisation
Vadencourt est parcourue par deux rivières, le Noirieu et l'Oise, et abrite aussi le canal de la Sambre à l'Oise. Les champs et les pâturages entourent le village ainsi qu'un petit bois.

### Hydrographie
La commune est située dans le bassin Seine-Normandie. Elle est drainée par le canal de la Sambre à l'Oise, l'Oise, le Noirrieu, le canal de la Sambre à l'Oise, divers bras de l'Oise, la rigole de l'Oise, le canal de la Sambre à l'Oise, l'Oise, divers bras de l'Oise,,.
L'Oise prend sa source en Belgique, à 309 mètres d'altitude, dans l'ancienne commune de Forges et se jette dans la Seine à 20 mètres d'altitude, au Pointil en rive droite et en aval du centre de Conflans-Sainte-Honorine dans le département des Yvelines. D'une longueur 341 kilomètres, elle est presque entièrement navigable et bordée de canaux sur 104 kilomètres.
Le Noirrieu, d'une longueur de 33 km, prend sa source dans la commune de La Flamengrie et se jette  dans l'Oise (rive gauche) sur la commune, après avoir traversé onze communes.

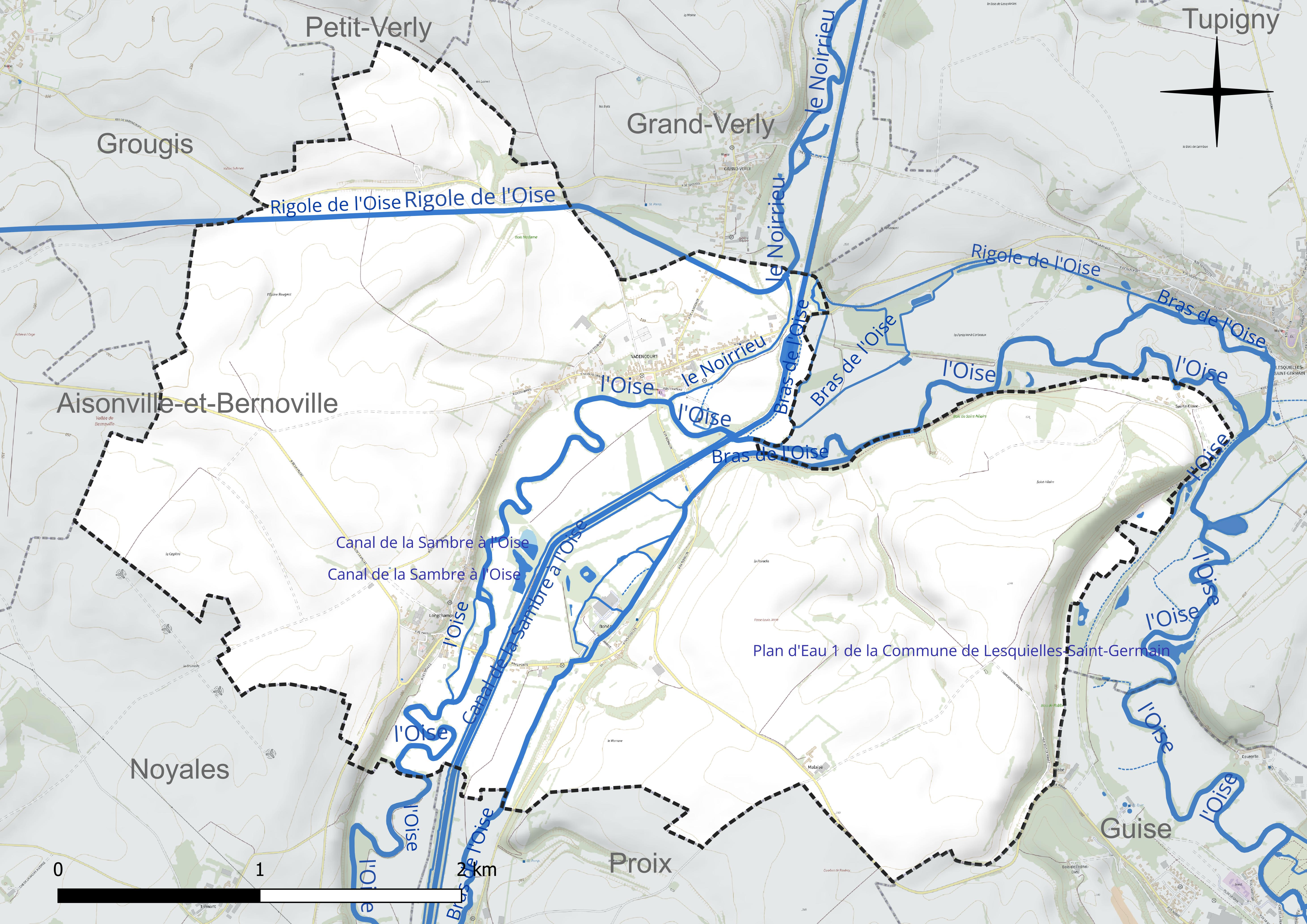
Réseau hydrographique de Vadencourt.

Un plan d'eau complète le réseau hydrographique : le canal de la Sambre à l'Oise (1 ha),.

### Climat
Pour des articles plus généraux, voir Climat des Hauts-de-France et Climat de l'Aisne.
En 2010, le climat de la commune est de type climat océanique dégradé des plaines du Centre et du Nord, selon une étude du CNRS s'appuyant sur une série de données couvrant la période 1971-2000. En 2020, Météo-France publie une typologie des climats de la France métropolitaine dans laquelle la commune est exposée à un climat océanique altéré et est dans la région climatique Nord-est du bassin Parisien, caractérisée par un ensoleillement médiocre, une pluviométrie moyenne régulièrement répartie au cours de l'année et un hiver froid (3 °C).
Pour la période 1971-2000, la température annuelle moyenne est de 10,2 °C, avec une amplitude thermique annuelle de 15,1 °C. Le cumul annuel moyen de précipitations est de 758 mm, avec 12,9 jours de précipitations en janvier et 9 jours en juillet. Pour la période 1991-2020, la température moyenne annuelle observée sur la station météorologique la plus proche, située sur la commune de Fontaine-lès-Vervins à 25 km à vol d'oiseau, est de 10,5 °C et le cumul annuel moyen de précipitations est de 826,3 mm,. Pour l'avenir, les paramètres climatiques de la commune estimés pour 2050 selon différents scénarios d'émission de gaz à effet de serre sont consultables sur un site dédié publié par Météo-France en novembre 2022.

## Urbanisme

### Typologie
Au 1er janvier 2024, Vadencourt est catégorisée commune rurale à habitat dispersé, selon la nouvelle grille communale de densité à 7 niveaux définie par l'Insee en 2022.
Elle est située hors unité urbaine. Par ailleurs la commune fait partie de l'aire d'attraction de Guise, dont elle est une commune de la couronne,. Cette aire, qui regroupe 21 communes, est catégorisée dans les aires de moins de 50 000 habitants,.

### Occupation des sols
L'occupation des sols de la commune, telle qu'elle ressort de la base de données européenne d'occupation biophysique des sols Corine Land Cover (CLC), est marquée par l'importance des territoires agricoles (94,3 % en 2018), une proportion sensiblement équivalente à celle de 1990 (94,1 %). La répartition détaillée en 2018 est la suivante : 
terres arables (71,2 %), prairies (22,7 %), zones urbanisées (5,4 %), zones agricoles hétérogènes (0,4 %), forêts (0,3 %).
L'évolution de l'occupation des sols de la commune et de ses infrastructures peut être observée sur les différentes représentations cartographiques du territoire : la carte de Cassini (XVIIIe siècle), la carte d'état-major (1820-1866) et les cartes ou photos aériennes de l'IGN pour la période actuelle (1950 à aujourd'hui).

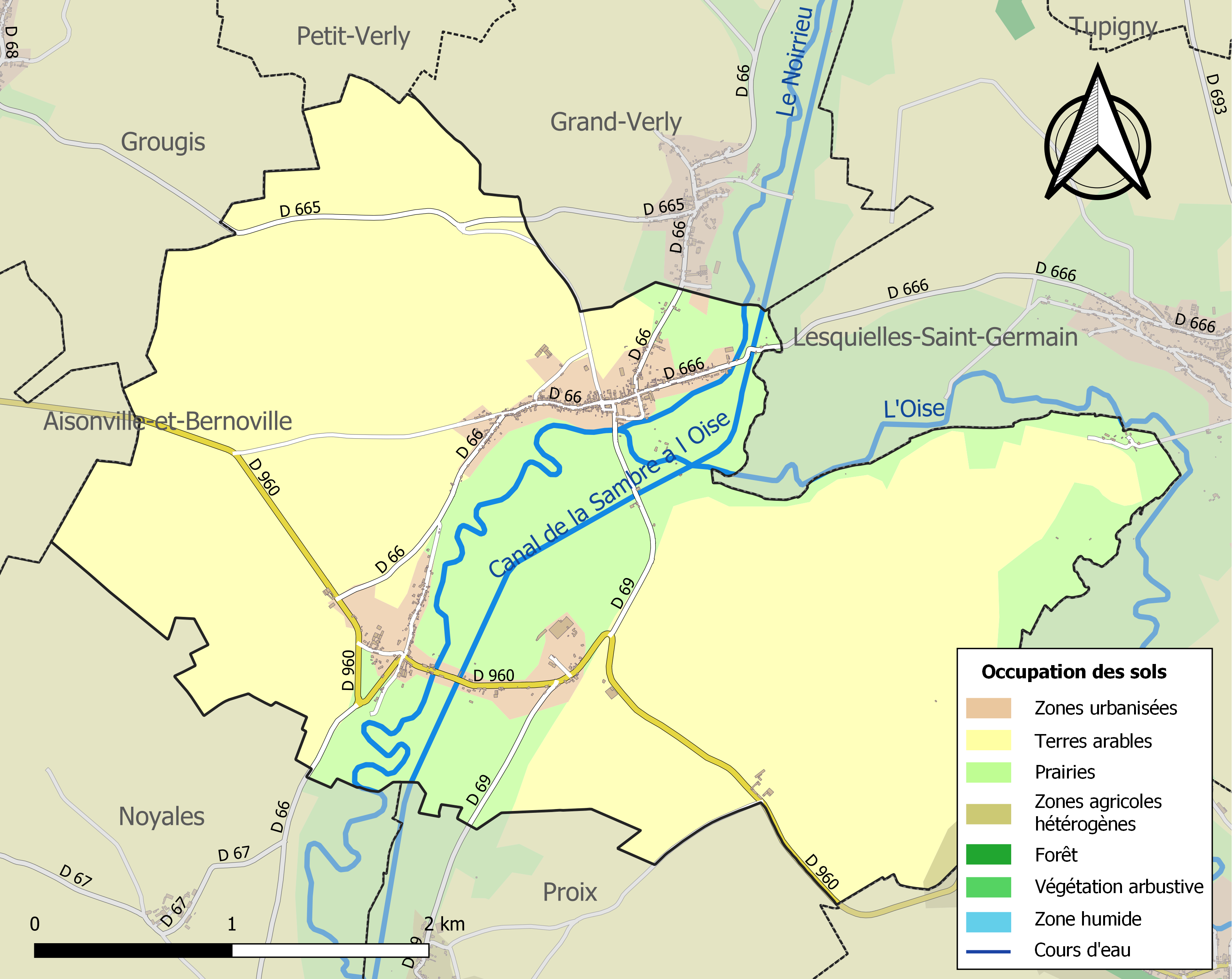
Carte de l'occupation des sols de la commune en 2018 (CLC).

## Toponymie
Le nom de la localité est attesté sous les formes Audoncurtis (1083) ; Waldencort (1132) ; Waldecurtis, Waldencurtis (1137) ; Waudencort (1201) ; Waudencourt (1220) ; Wadencort (1243) ; Vaudencourt (1266) ; Wadencourt (1431) ; Vuadencourt (1572) ; Vadancour (1692) ; Vadancourt (1710).
Ecclesia Sancte-Marie-de-Boheriis (1156) ; Boheris (1167) ; Boheris-super-Hesiam (1170) ; Boheria (1175) ; Beherius (1183) ; Behories (1189) ; Bohories (1222) ; Bohoris (1295) ; Bohories-dales-Guise (1333) ; Behoris (1340) ; Bouhories (1395) ; Bouhouris (1584) ; Bouhoury (1622) ; Bohery (1709) ; Bois-Heries (1710), du pluriel de l'oïl boerie « métairie ».

## Histoire
Le domaine de Vadencourt fut entre les mains des seigneurs :
- Eudes de Vadencourt en 1137
- Richer de Vadencourt en 1145
- Gantier de Vadencourt de 1171 à 1175
- Eudes II de Vadencourt ou Oudart de 1210 à 1236
- Jean de Vadencourt 1240
- Renaude de Vadencourt en 1243, chevalier
- Henri de Vadencourt en 1253
- Eudes III ou Oudart de Vadencourt de 1283 à1299
- Jean II de Vadencourt, son fils, de 1312 à 1322
- Fauvel de Vadencourt en 1325, grand bailli de Vermandois
- Jean III de Conflans en 1470, aussi seigneur de Viels-Maisons (cette famille portait d'azur, serné de billettes d'or, aulieu de même)
- Jean IV de Conflans en 1505
- Antoine de Conflans en 1535
- François de Lorraine en 154…, duc de Guise
- Jean Blondeau ou Blondel, par acquisition au précédent
- Antoine Blondel, son fils, de 15…à 1618, conseiller au parlement, vicomte de Vadencourt
- Nicolas de Fons  en 1650, aussi seigneur de la Glévoy
- Louis d'Abancourt en 1665, par acquisition au précédent, lieutenant du roi au gouvernement général de Saint-Quentin
- Joseph de Ximenès en 16…, aussi seigneur de Longchamps, lieutenant général des armées du roi, colonel du régiment Royal Roussillon, époux de Marie Françoise d'abancourt, fille du précédent.
- Augustin de Ximenès en 1760, aussi seigneur de Longchamps, brigadier des armées du roi
- Charles de la Fons en 17…
- Hypolite-Marie de la Fons en 1760, aussi seigneur de Marly, vicomte de Vadencourt
- Charles de la Fons en 1780, vicomte de Vadencourt.

Les fiefs concédés sur le territoire de Vadencourt étaient le Chastelain, Maubeuge et la Framboisière.
Vadencourt est très ancien. En 1846 on y a découvert des médailles de cuivre à l'effigie de Cétricus et d'autres en argent à l'effigie de Constantin, d'Adrien et de Sabine sa femme

### Les anciennes voies ferrées

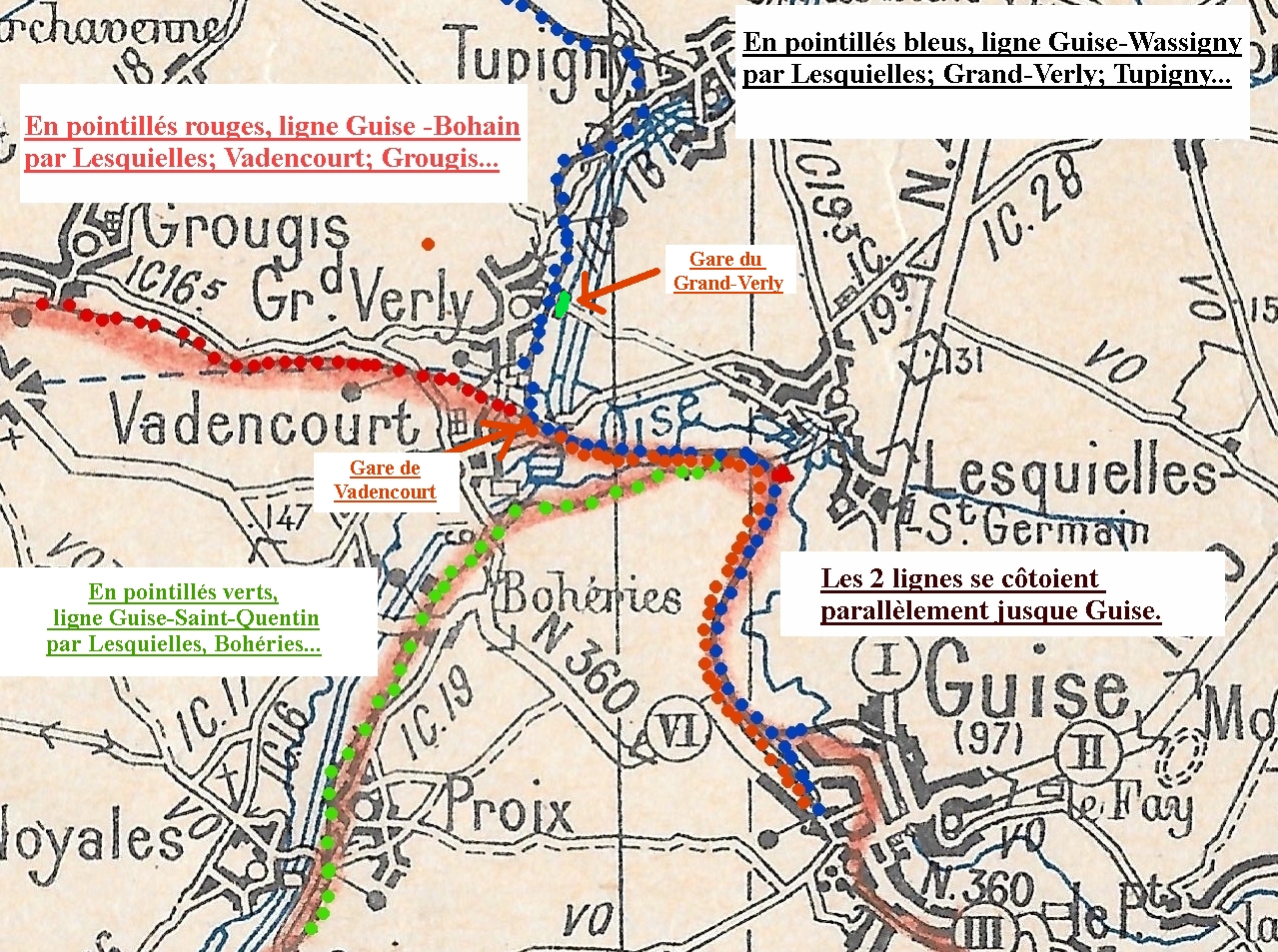
Carte de la rencontre des lignes de chemin de fer à Vadencourt

Vadencourt avait la particularité de posséder trois lignes de chemin de fer : 
- la ligne de Bohain à Guise ligne à voie métrique (écartement des rails de 1 mètre)

Vadencourt était desservi par une gare qui faisait partie de cette ligne de chemin de fer de Guise au Catelet à voie métrique réalisée sous le régime des « voies ferrées d'intérêt local » reliant Le Catelet-Gouy à Bohain  puis Guise. Elle servait pour le transport du courrier, des marchandises, des betteraves vers la sucrerie de Bohain et surtout des habitants et des ouvriers qui se rendaient soit à Bohain, pour travailler dans les usines textiles, soit à Guise. 

Après 1945, le trafic décline, du fait de l'essor du transport des marchandises par camion et des voyageurs par autobus. Le département de l'Aisne, propriétaire de la ligne, décide de son déclassement le 1er janvier 1951.
Aujourd'hui, la gare, profondément remaniée est devenue une habitation.
- la ligne Guise - Busigny (tronçon de la ligne de Laon au Cateau) à voie normale (écartement de 1,435 m) fermée à la desserte voyageurs en 1937 puis au trafic marchandises en 1966.

Ces deux voies se rapprochaient un peu avant le canal de la Sambre à l'Oise se côtoyaient, franchissaient ensemble le canal près de l'écluse sur un pont de fer détruit vers 2000 dont il reste les piliers aujourd'hui et poursuivaient leur chemin par Lesquielles-Saint-Germain jusque Guise.

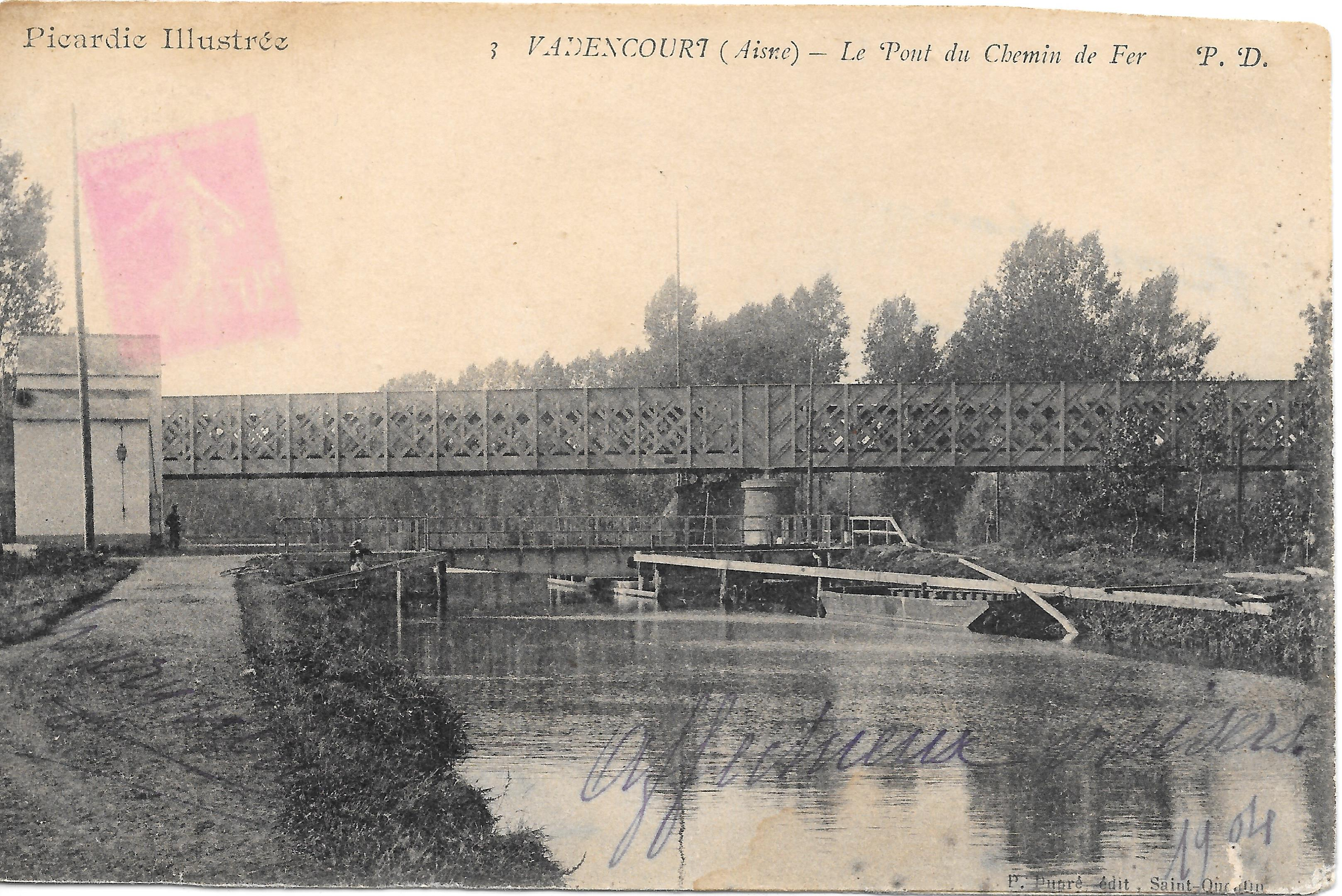
Le pont ferroviaire au-dessus  du canal (carte postale).
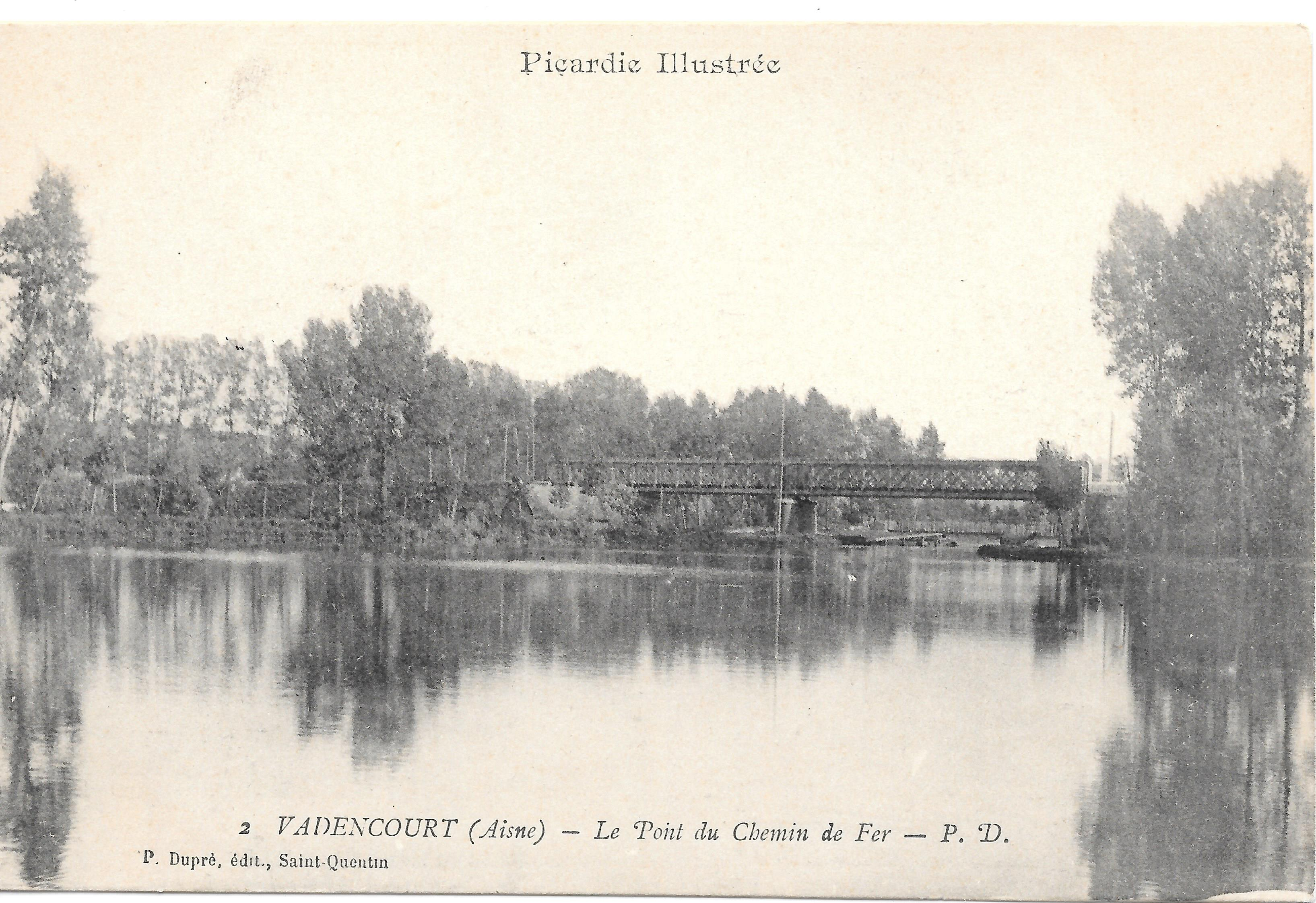
Le pont ferroviaire au-dessus du canal (carte postale).
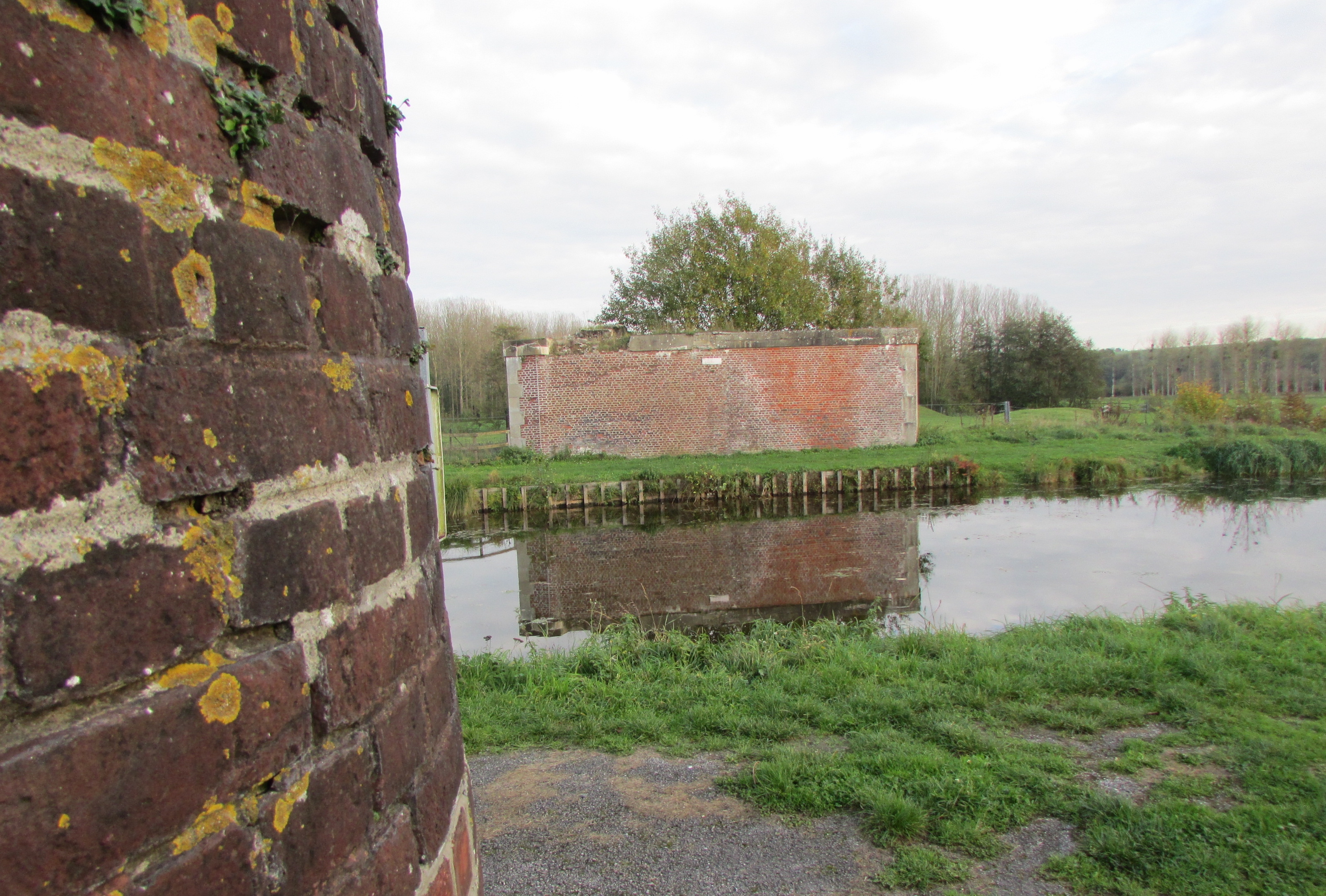
Vestiges du pont de chemin de fer au-dessus du canal en 2017.
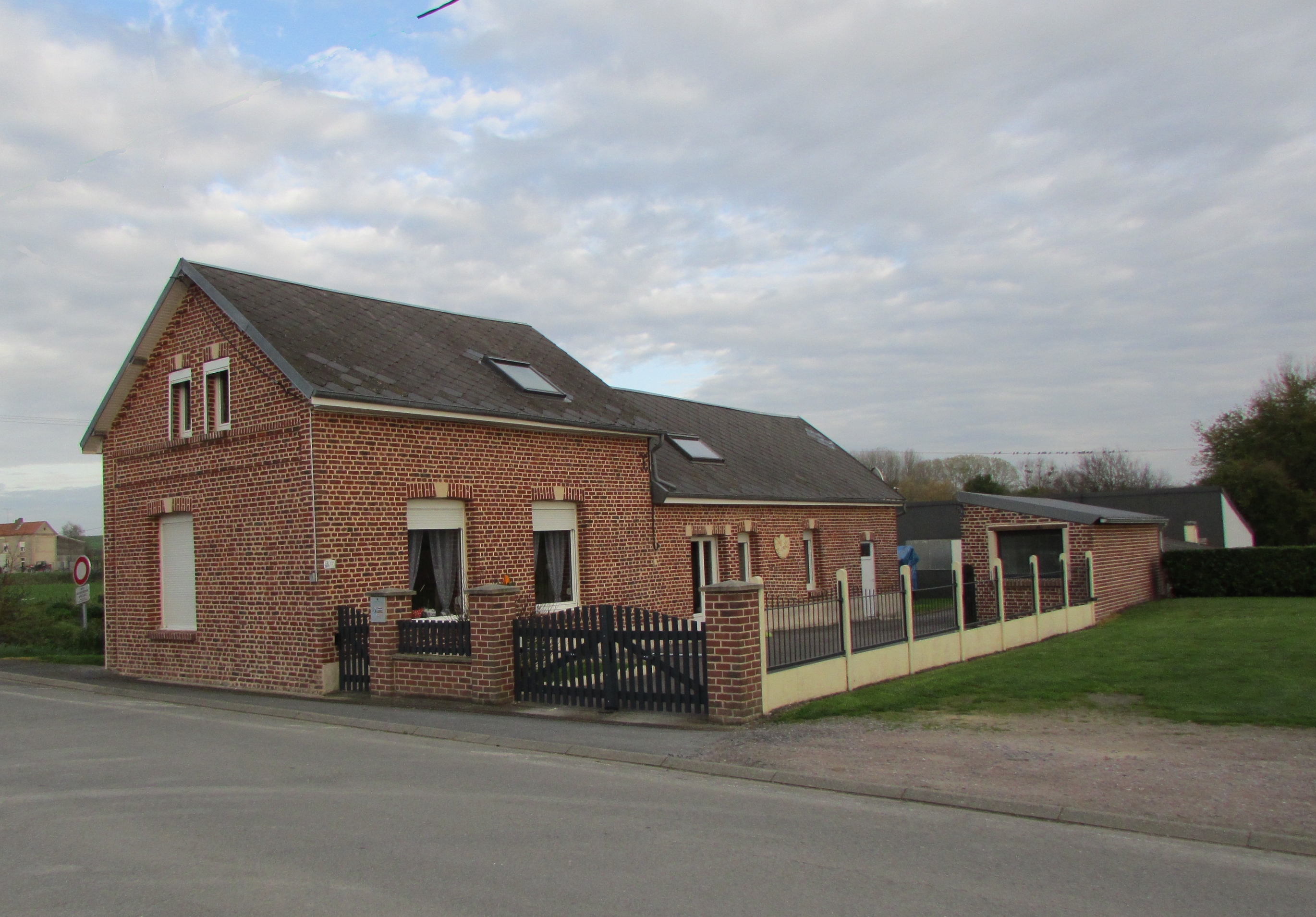
L'ancienne gare de Vadencourt devenue une habitation.
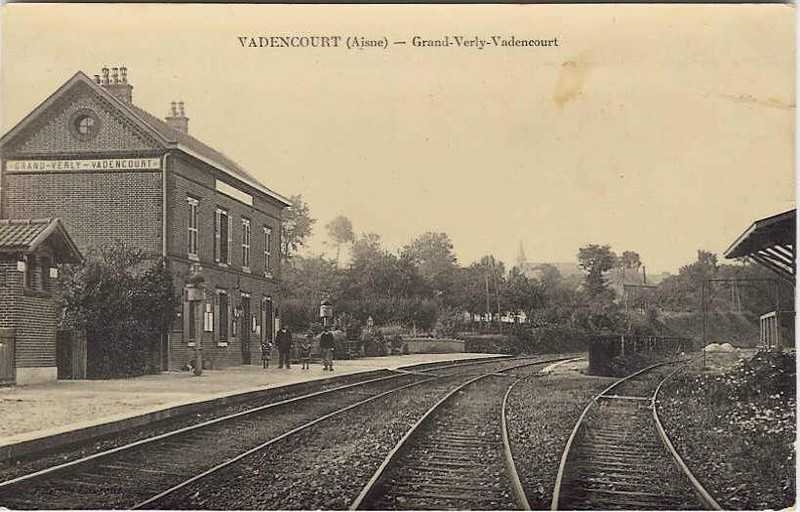
La gare commune du Grand-Verly-Vadencourt située sur la ligne de Guise à Caudry vers 1910 (carte postale).
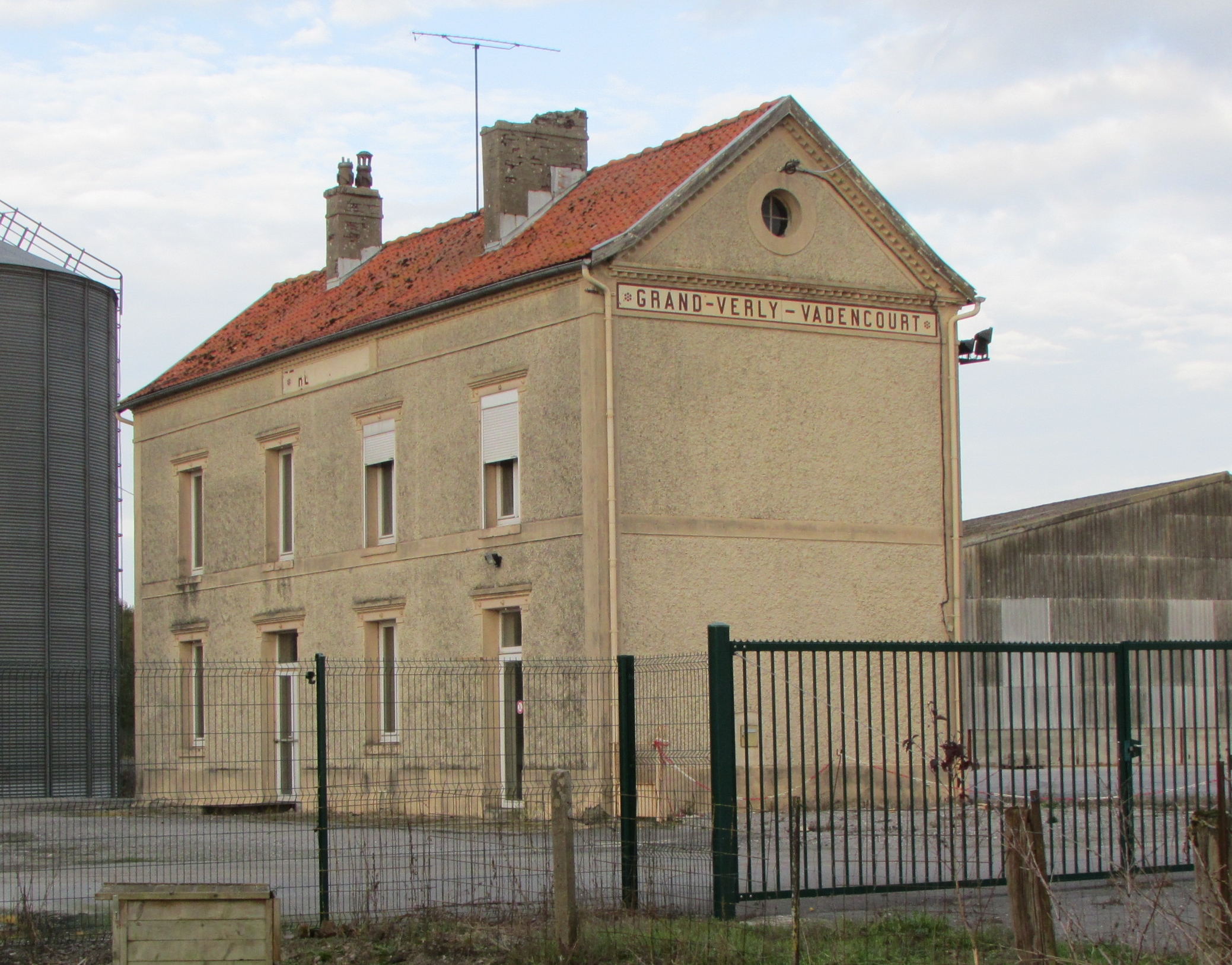
La gare commune du Grand-Verly-Vadencourt située sur la ligne de Guise à Caudry.
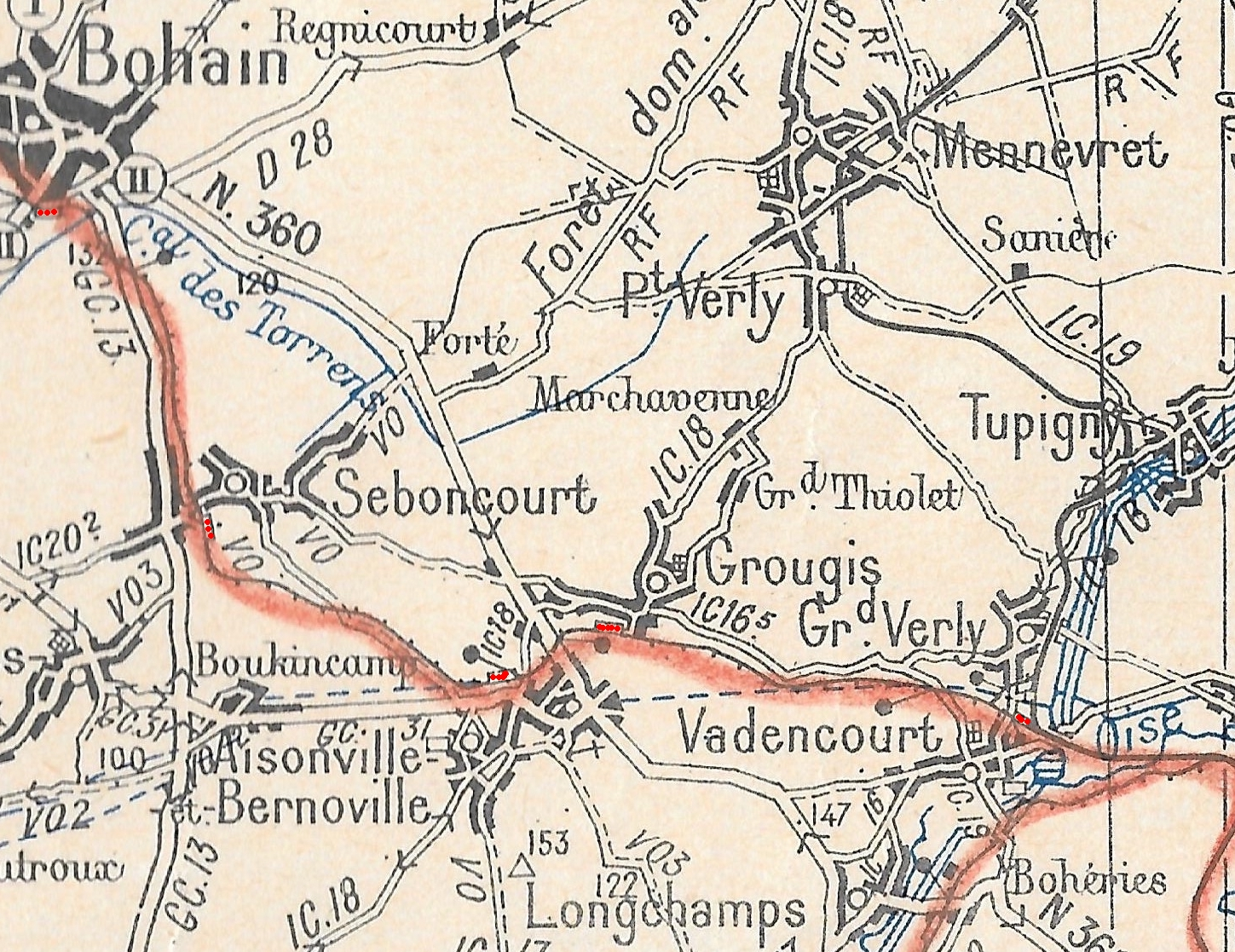
Carte de la ligne Bohain - Guise (tracé en rouge ; la gare de Vadencourt est symbolisée par un rectangle rouge).

- la ligne de Saint-Quentin à Guise à voie normale (écartement de 1,435 m) qui desservait en rive gauche de l'Oise les stations Longchamps-Boheries et Vadencourt puis longeait cette rivière sur cette même rive pour rejoindre les 2 lignes précédentes à Lesquielles-Saint-Germain. Cette ligne ouverte en 1875 fut fermée en 1966.

Les Vadencourtois pouvaient aussi se rendre à la gare de Grand-Verly-Vadencourt située sur la ligne Guise-Busigny.

## Politique et administration

### Découpage territorial
La commune de Vadencourt est membre de la communauté de communes Thiérache Sambre et Oise, un établissement public de coopération intercommunale (EPCI) à fiscalité propre créé le 1er janvier 2017 dont le siège est à Guise. Ce dernier est par ailleurs membre d'autres groupements intercommunaux.
Sur le plan administratif, elle est rattachée à l'arrondissement de Vervins, au département de l'Aisne et à la région Hauts-de-France. Sur le plan électoral, elle dépend du  canton de Guise pour l'élection des conseillers départementaux, depuis le redécoupage cantonal de 2014 entré en vigueur en 2015, et de la troisième circonscription de l'Aisne  pour les élections législatives, depuis le dernier découpage électoral de 2010.

### Administration municipale
La commune de Vadencourt a été créée en 1793, dans le canton de Guise.
En 1801, elle faisait toujours partie du canton de Guise et de l'arrondissement de Vervins.
En 1811, elle a absorbé Bohéries et été renommée Vadencourt-et-Bohéries  pour redevenir Vadencourt en 1970 après avoir absorbé la commune de Longchamps.

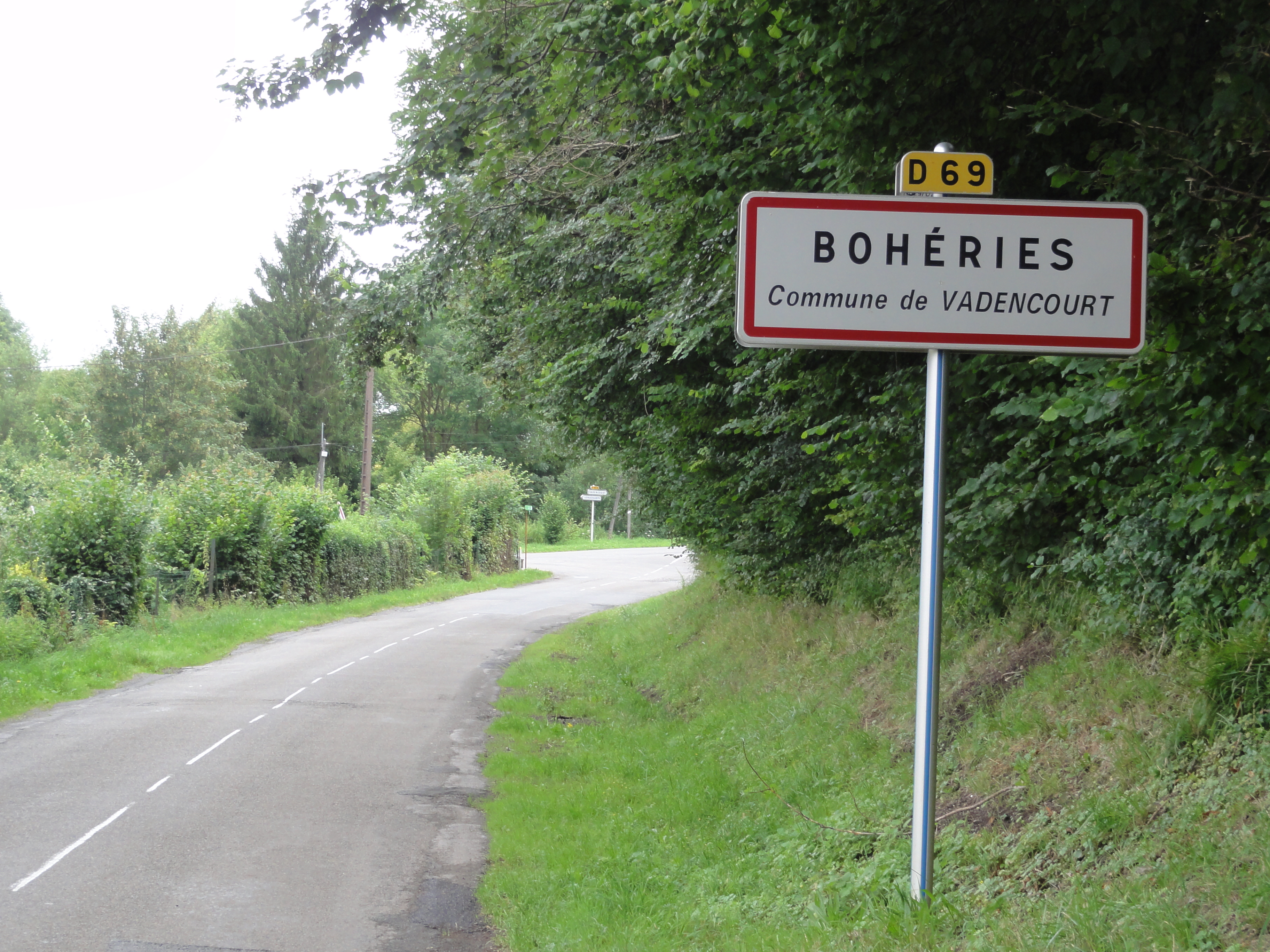
Entrée de Bohéries.
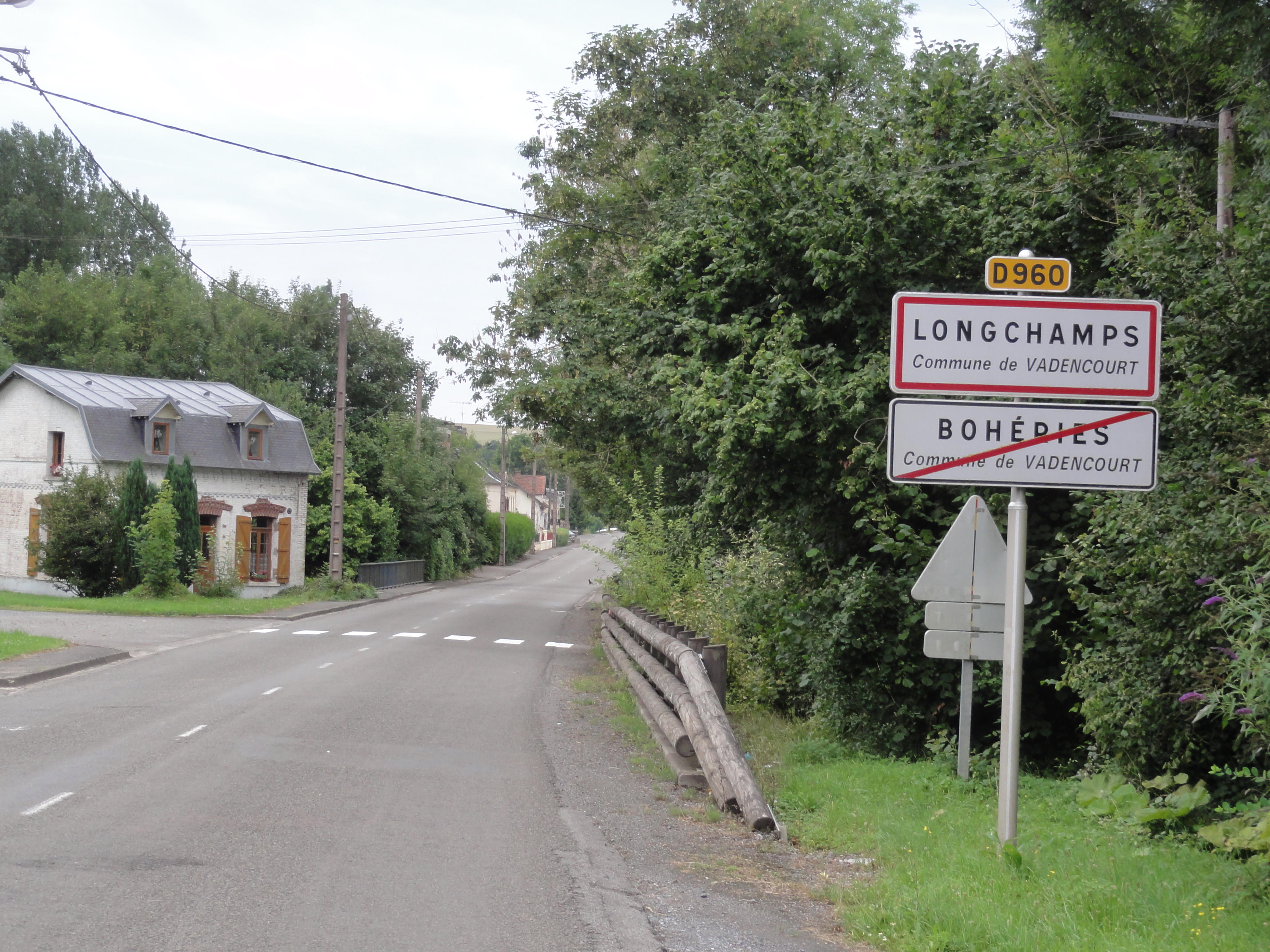
Entrée de Longchamps.

| Période                                  | Période                       | Identité           | Étiquette | Qualité                                                       |
| ---------------------------------------- | ----------------------------- | ------------------ | --------- | ------------------------------------------------------------- |
| Les données manquantes sont à compléter. |                               |                    |           |                                                               |
|                                          | 1995                          | Elie Bergers       |           | Entrepreneur                                                  |
| mars 2001                                | mars 2008                     | Charles Guyotat    | DVD       | Retraité                                                      |
| mars 2008                                | juillet 2017                  | Danièle Le Bitouzé | DVD       | Retraitée de l'Éducation nationale Décédée en cours de mandat |
| septembre 2017                           | En cours (au 28 juillet 2020) | Patrick Mariage    |           | Retraité Réélu pour le mandat 2020-2026                       |

## Démographie

### Vadencourt
L'évolution du nombre d'habitants est connue à travers les recensements de la population effectués dans la commune depuis 1793. Pour les communes de moins de 10 000 habitants, une enquête de recensement portant sur toute la population est réalisée tous les cinq ans, les populations de référence des années intermédiaires étant quant à elles estimées par interpolation ou extrapolation. Pour la commune, le premier recensement exhaustif entrant dans le cadre du nouveau dispositif a été réalisé en 2008.
En 2022, la commune comptait 511 habitants, en évolution de −6,75 % par rapport à 2016 (Aisne : −1,97 %, France hors Mayotte : +2,11 %).
| 1793 | 1800 | 1806 | 1821 | 1831 | 1836 | 1841 | 1846 | 1851 |
| ---- | ---- | ---- | ---- | ---- | ---- | ---- | ---- | ---- |
| 457  | 451  | 494  | 523  | 628  | 660  | 694  | 663  | 780  |

| 1856 | 1861 | 1866 | 1872 | 1876 | 1881 | 1886 | 1891 | 1896 |
| ---- | ---- | ---- | ---- | ---- | ---- | ---- | ---- | ---- |
| 750  | 867  | 912  | 907  | 869  | 755  | 698  | 762  | 721  |

| 1901 | 1906 | 1911 | 1921 | 1926 | 1931 | 1936 | 1946 | 1954 |
| ---- | ---- | ---- | ---- | ---- | ---- | ---- | ---- | ---- |
| 738  | 656  | 574  | 632  | 640  | 626  | 583  | 564  | 580  |

| 1962 | 1968 | 1975 | 1982 | 1990 | 1999 | 2006 | 2008 | 2013 |
| ---- | ---- | ---- | ---- | ---- | ---- | ---- | ---- | ---- |
| 552  | 548  | 709  | 664  | 631  | 605  | 627  | 633  | 577  |

| 2018 | 2022 | - | - | - | - | - | - | - |
| ---- | ---- | - | - | - | - | - | - | - |
| 531  | 511  | - | - | - | - | - | - | - |

### Bohéries
| 1793 | 1800 | 1806 |
| ---- | ---- | ---- |
| 23   | 14   | 47   |

### Longchamps
| 1793 | 1800 | 1806 | 1821 | 1831 | 1836 | 1841 | 1846 |
| ---- | ---- | ---- | ---- | ---- | ---- | ---- | ---- |
| 280  | 303  | 283  | 332  | 341  | 357  | 370  | 388  |

| 1851 | 1856 | 1861 | 1866 | 1872 | 1876 | 1881 | 1886 |
| ---- | ---- | ---- | ---- | ---- | ---- | ---- | ---- |
| 441  | 444  | 440  | 487  | 475  | 484  | 474  | 470  |

| 1891 | 1896 | 1901 | 1906 | 1911 | 1921 | 1926 | 1931 |
| ---- | ---- | ---- | ---- | ---- | ---- | ---- | ---- |
| 466  | 427  | 367  | 364  | 297  | 214  | 212  | 203  |

| 1936 | 1946 | 1954 | 1962 | 1968 | - | - | - |
| ---- | ---- | ---- | ---- | ---- | - | - | - |
| 181  | 195  | 228  | 231  | 206  | - | - | - |

## Lieux et monuments
- L'église Saint-Quentin de Vadencourt.

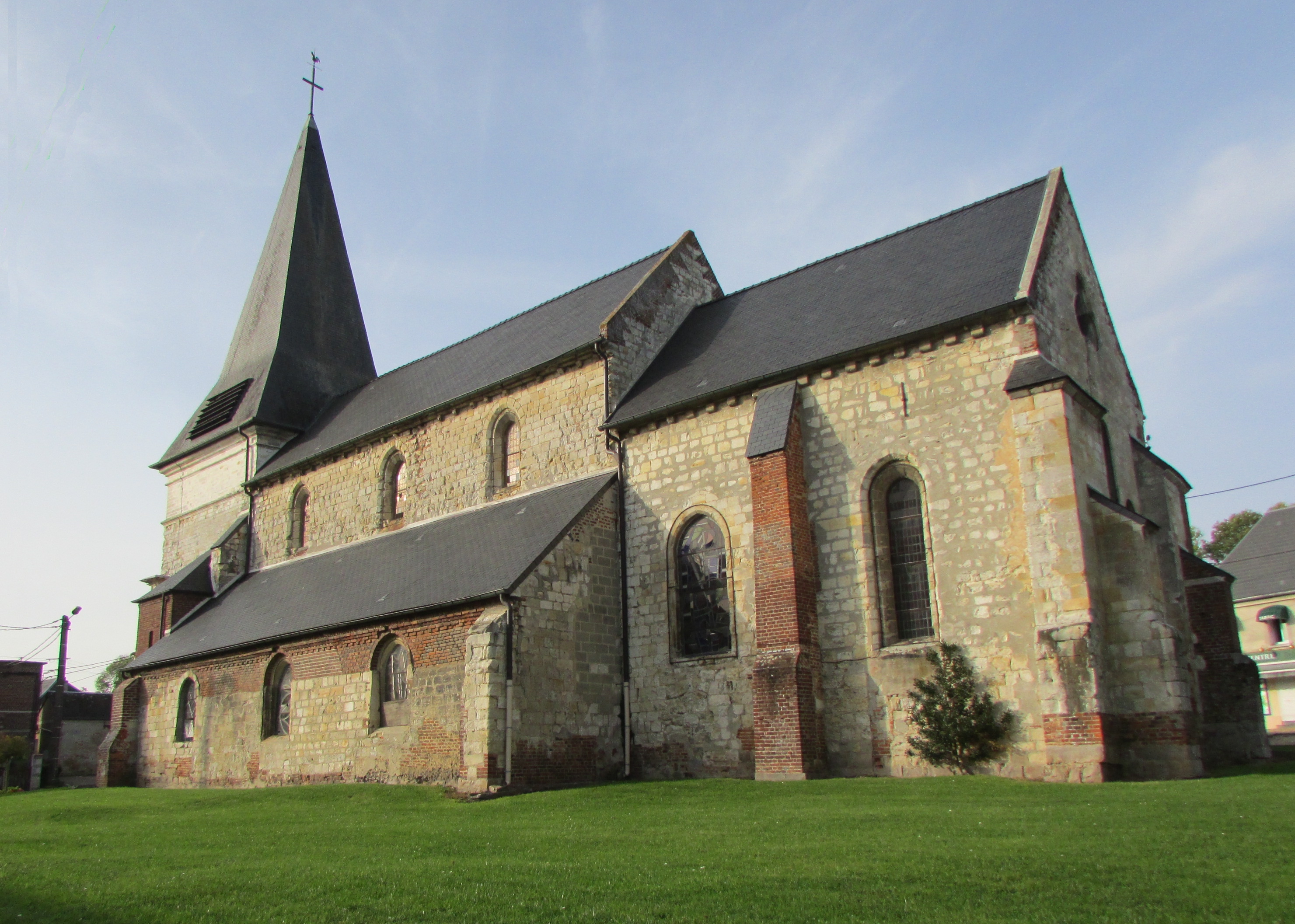
Église de Vadencourt.
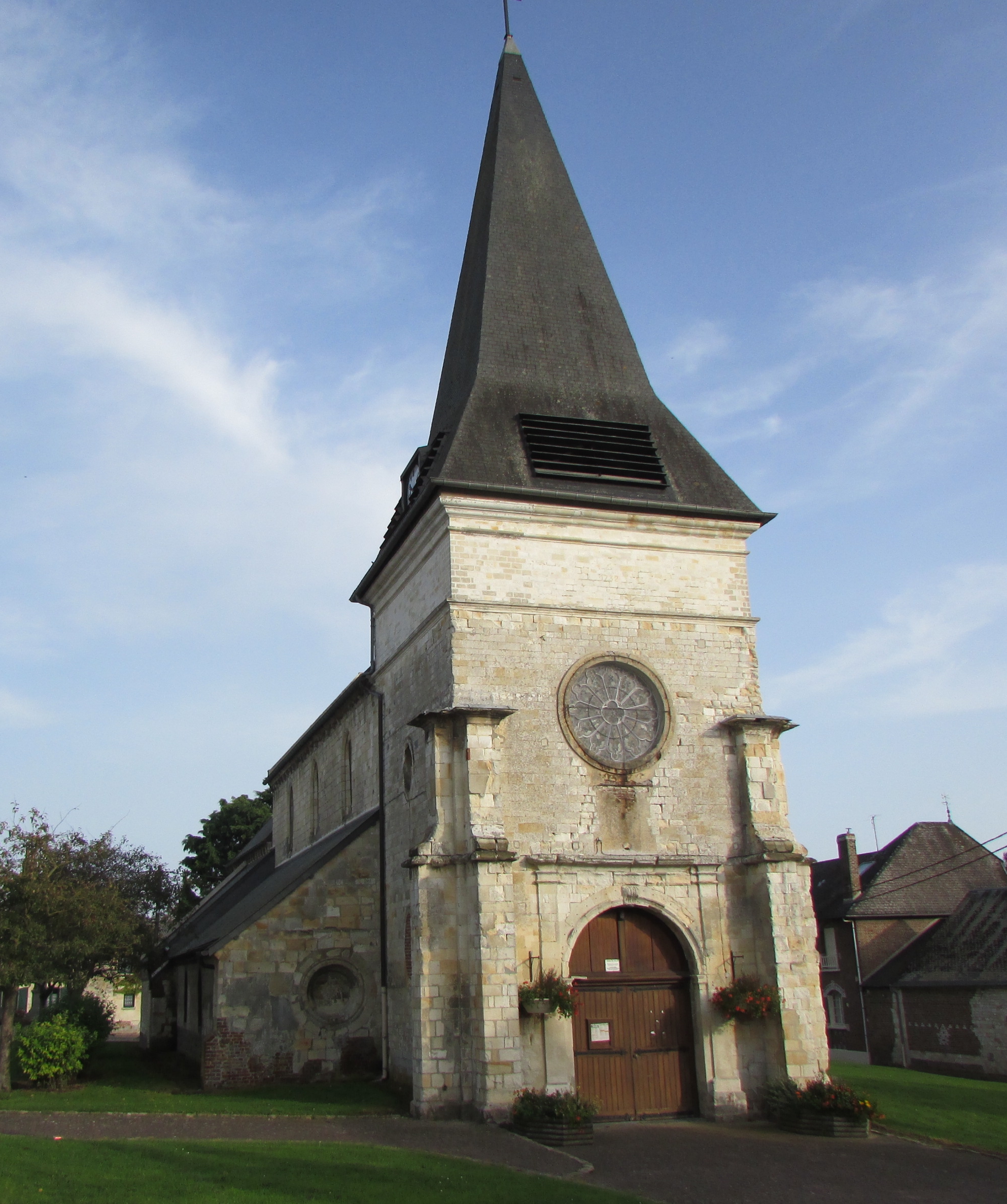
L'église.
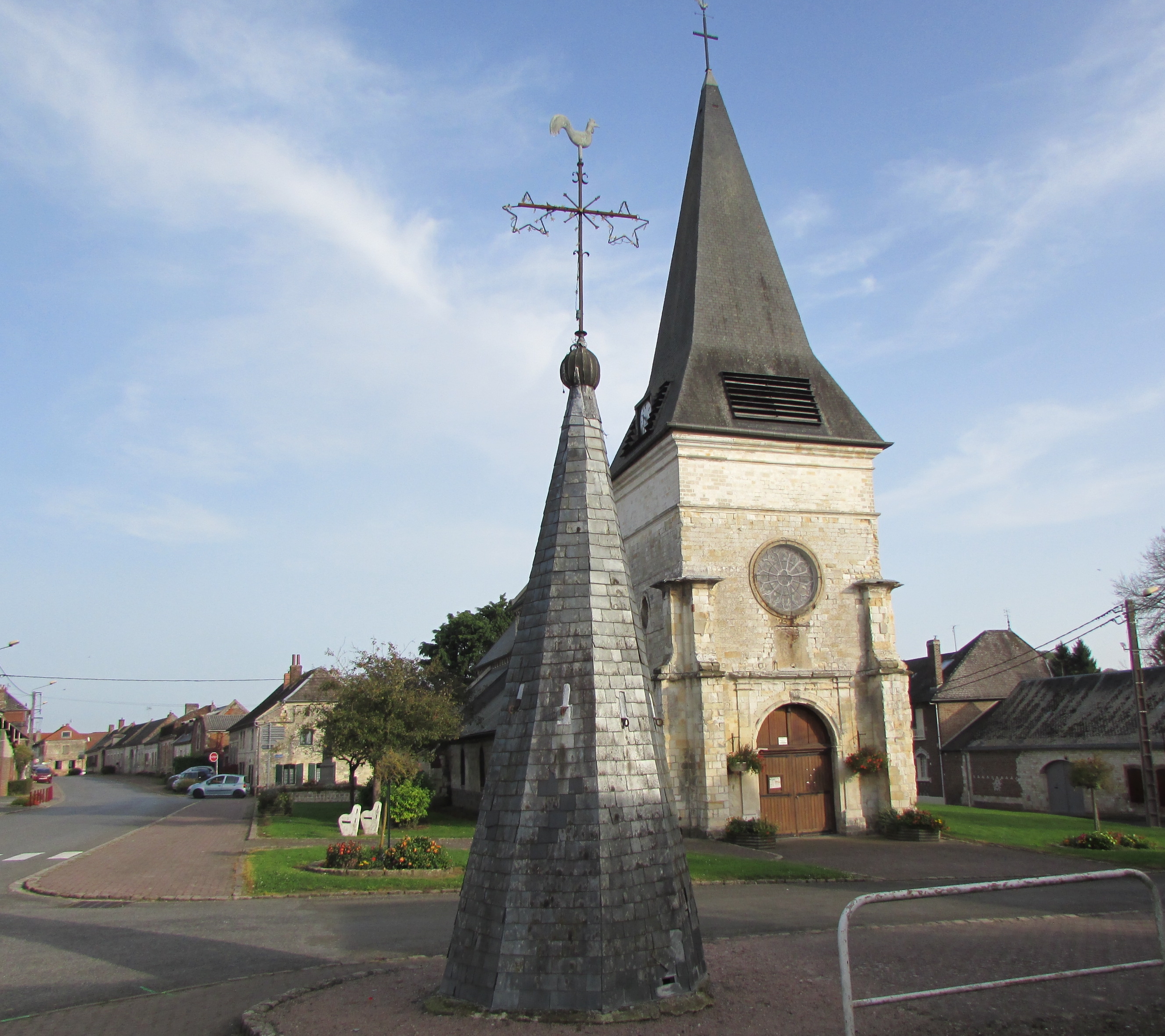
L'église et son ancien clocher.

- L'église Sainte-Geneviève de Longchamps.

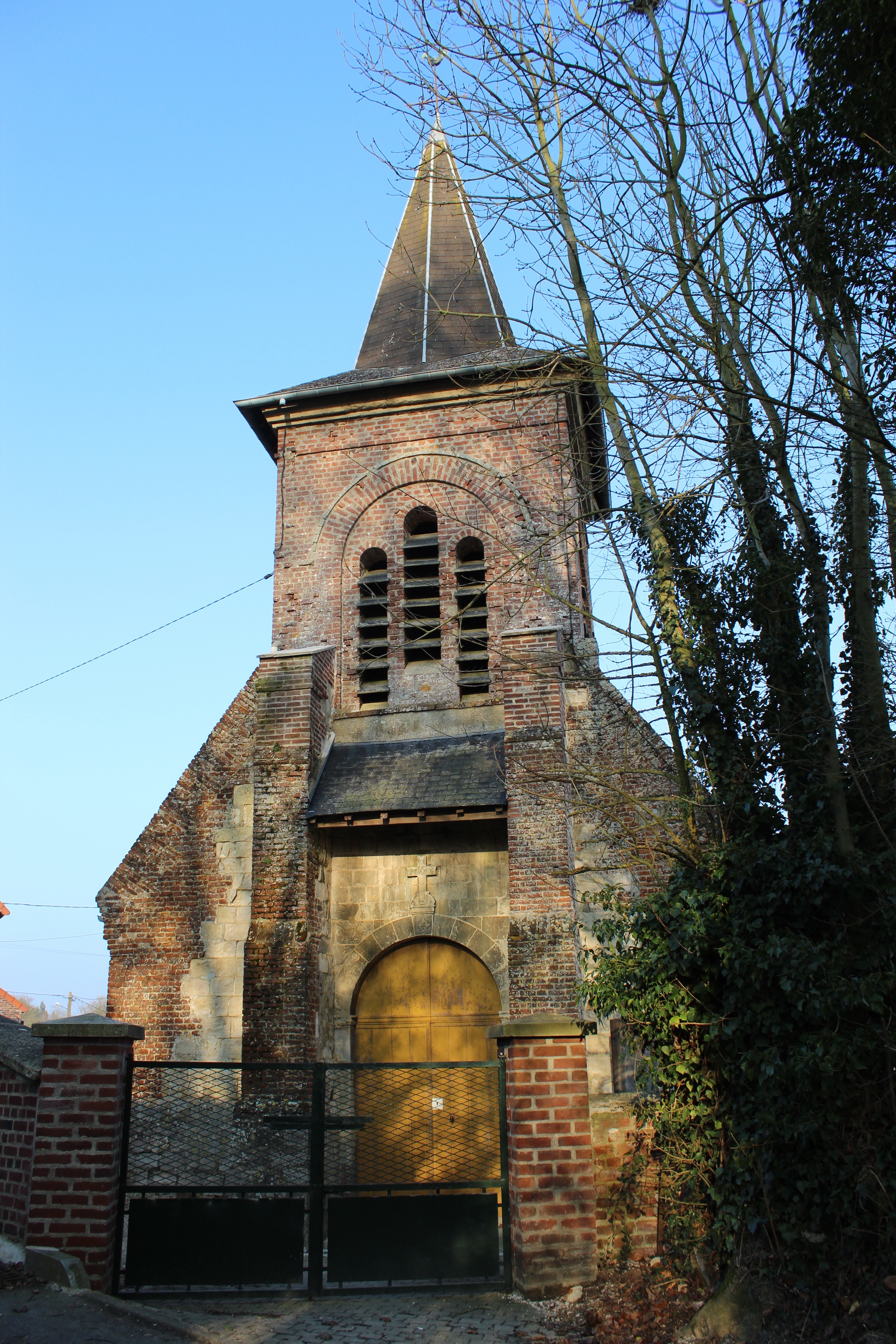
La façade de l'église de Longchamps.
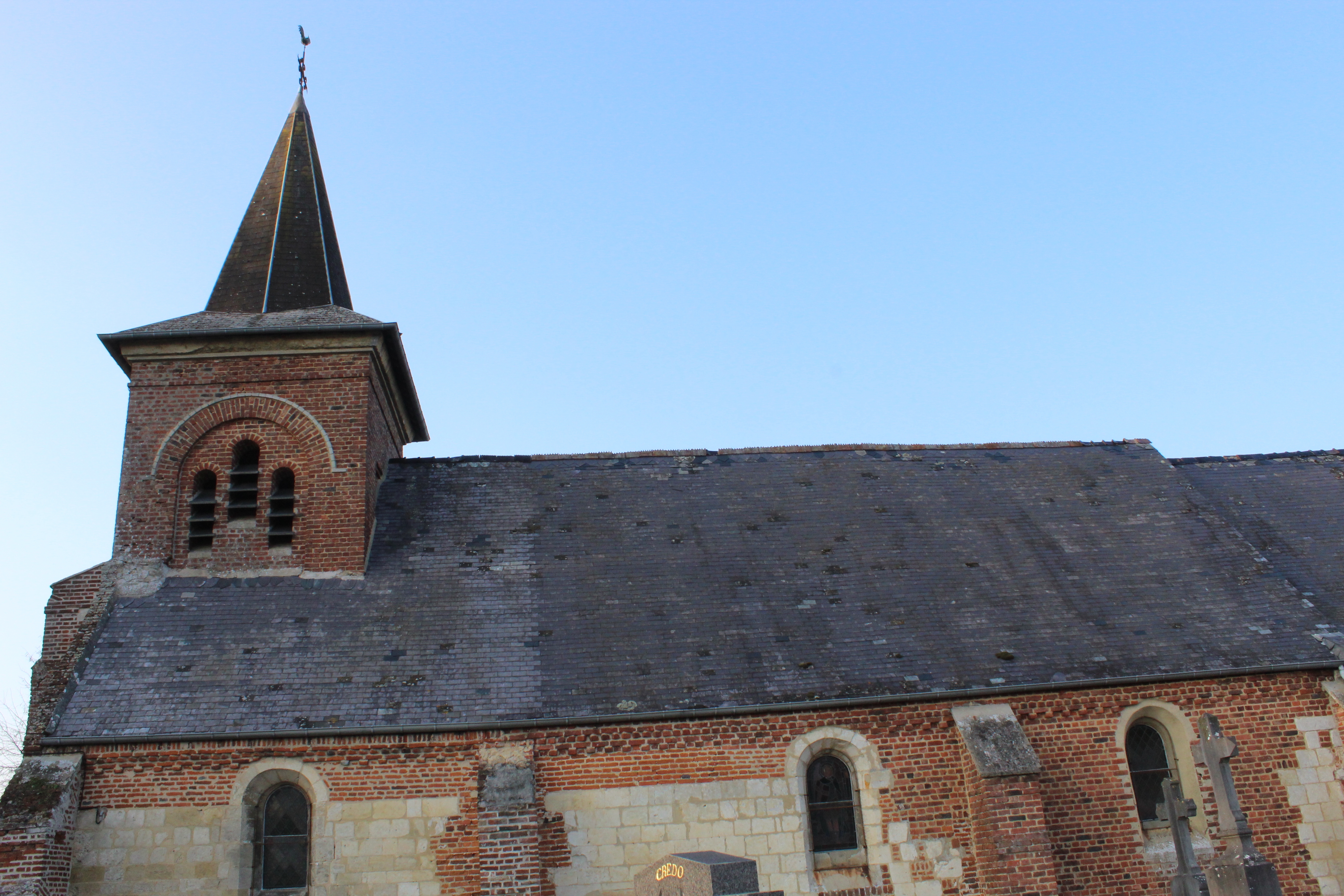
L'église Sainte-Geneviève.
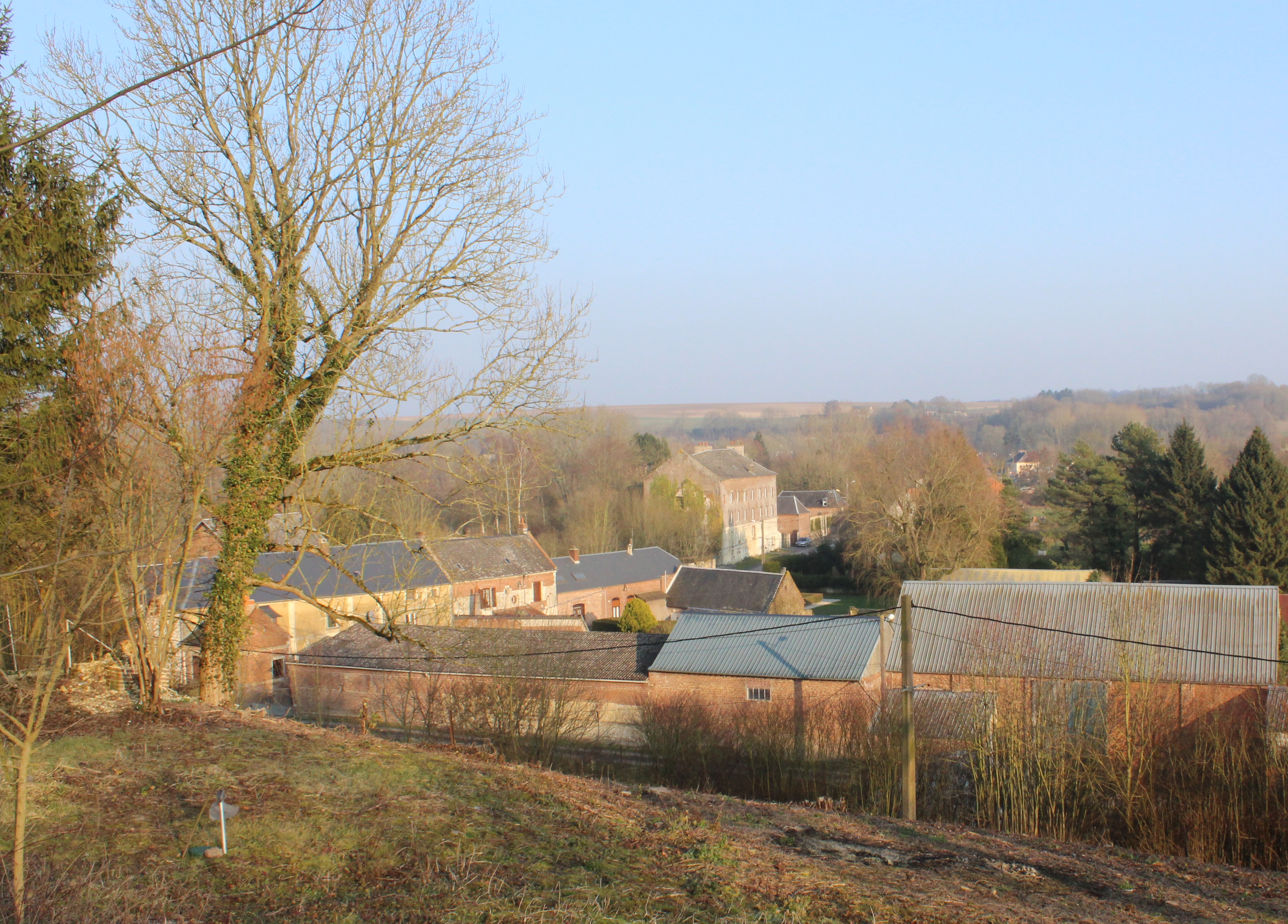
Vue générale depuis les hauteurs de l'église.

- L'abbaye cistercienne de Bohéries.
  - Après la Révolution, le bâtiment des moines de l'abbaye a été transformé en usine de tissage ; pour cela, le cloître a été couvert.
  - Le bâtiment de la ferme contient une belle tour-pigeonnier, déclarée monument historique.
  - L'église a disparu mais on en trouve encore les traces au sol.
  - Le moulin à eau de l'abbaye sur la Sambre.

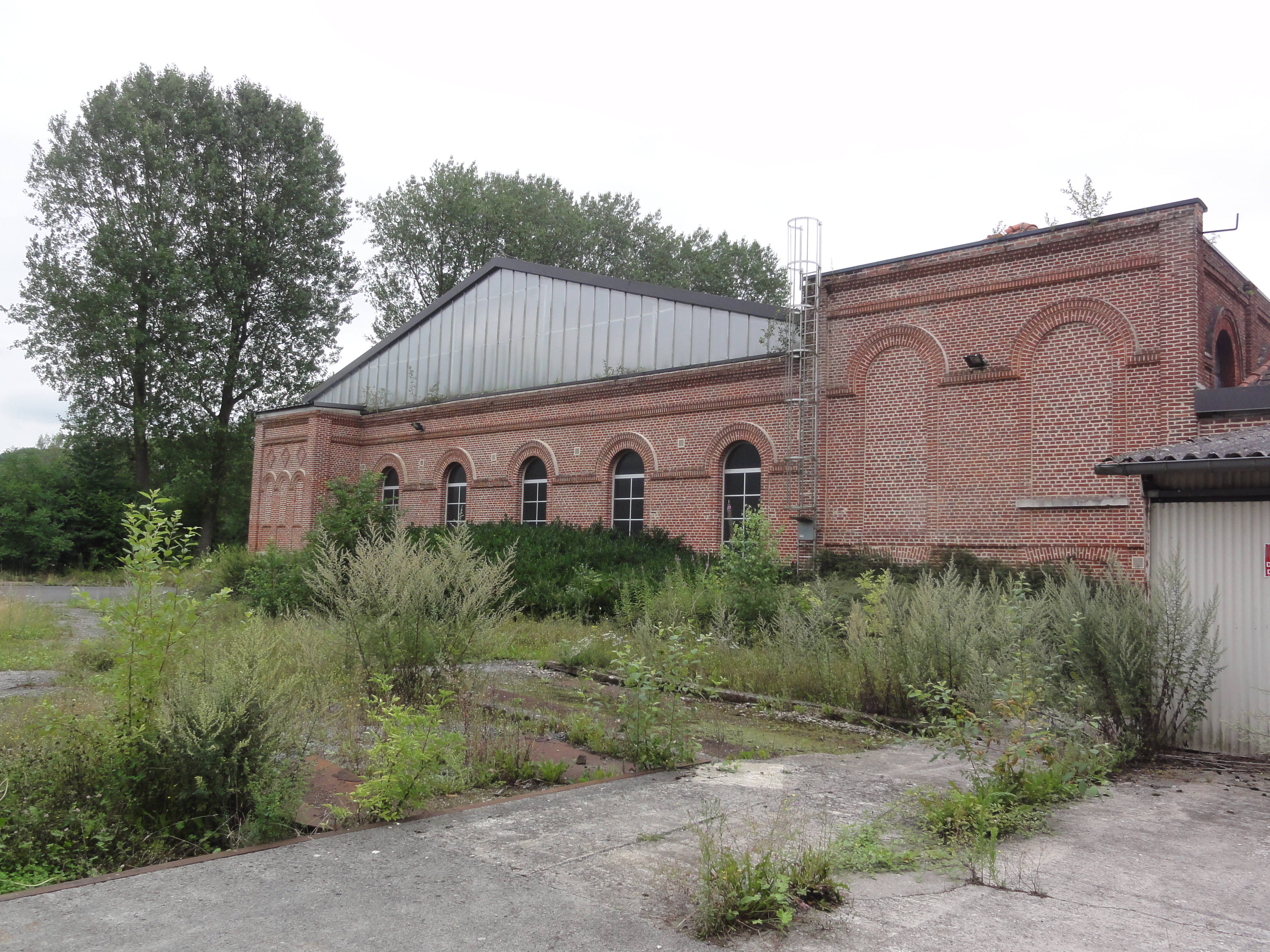
Abbaye de Bohéries, salle, extérieur.
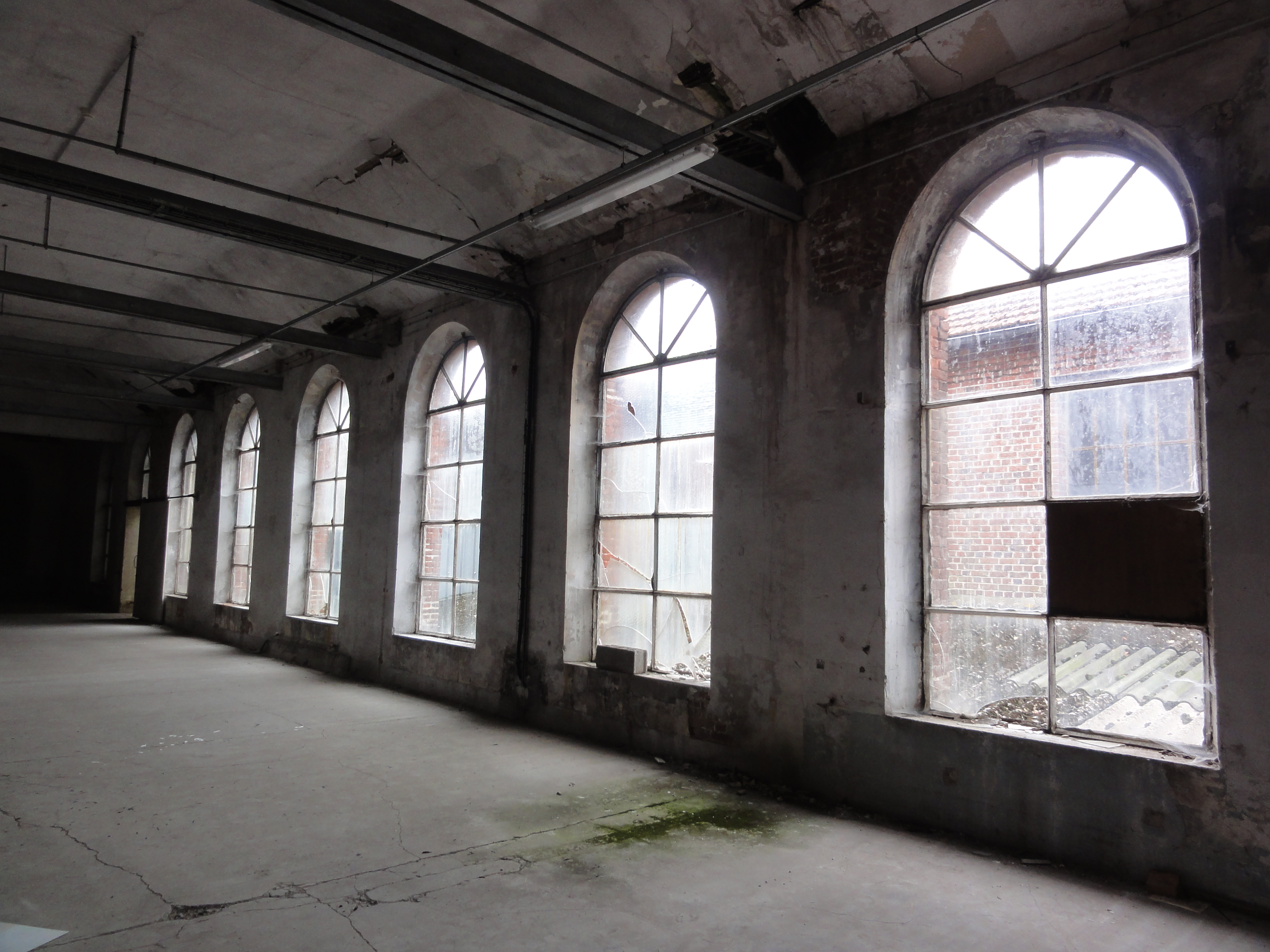
Abbaye de Bohéries, salle, intérieur.
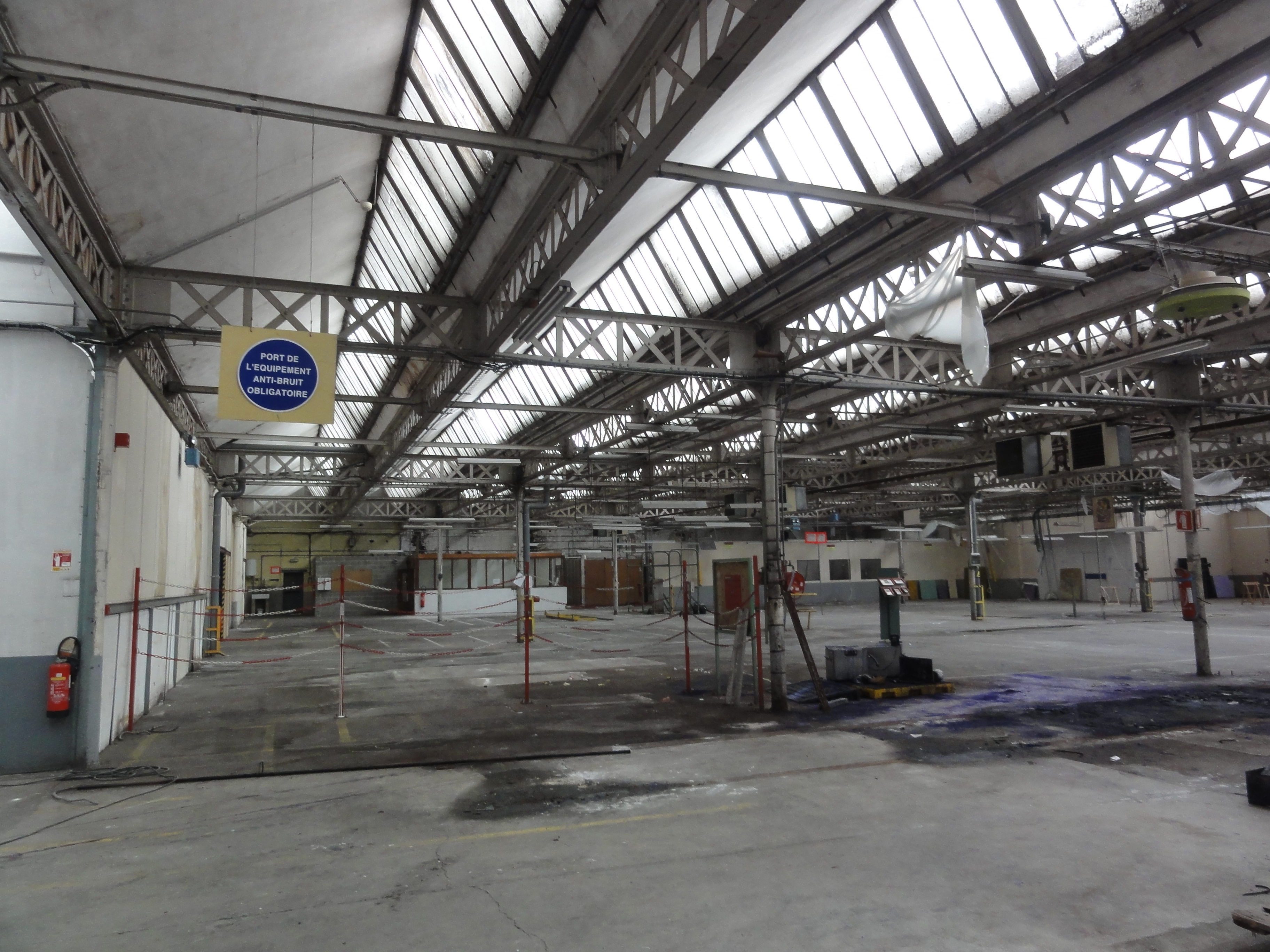
Cloître intérieur, couvert, devenu usine de tissage.
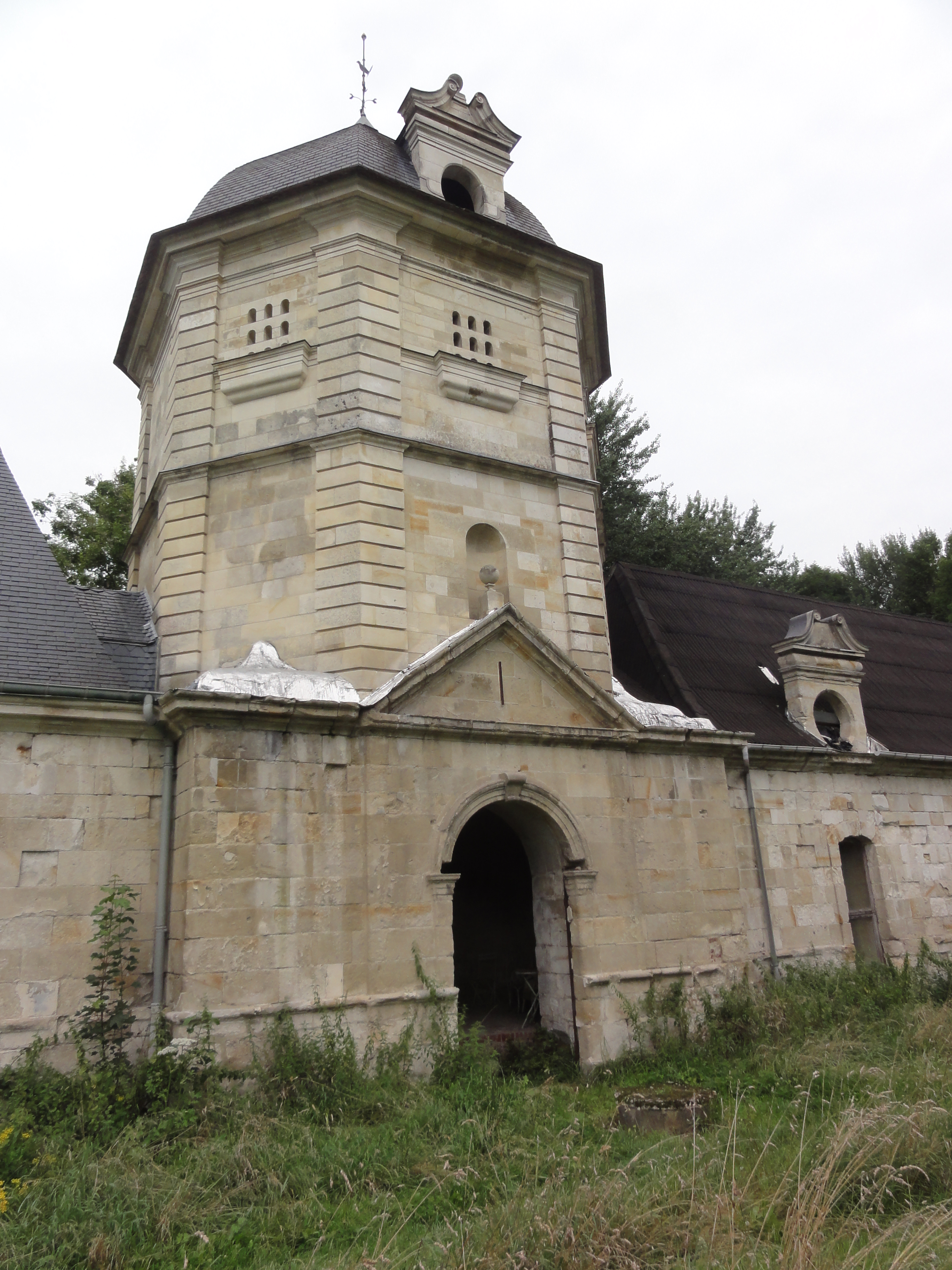
La tour-pigeonnier, classée.
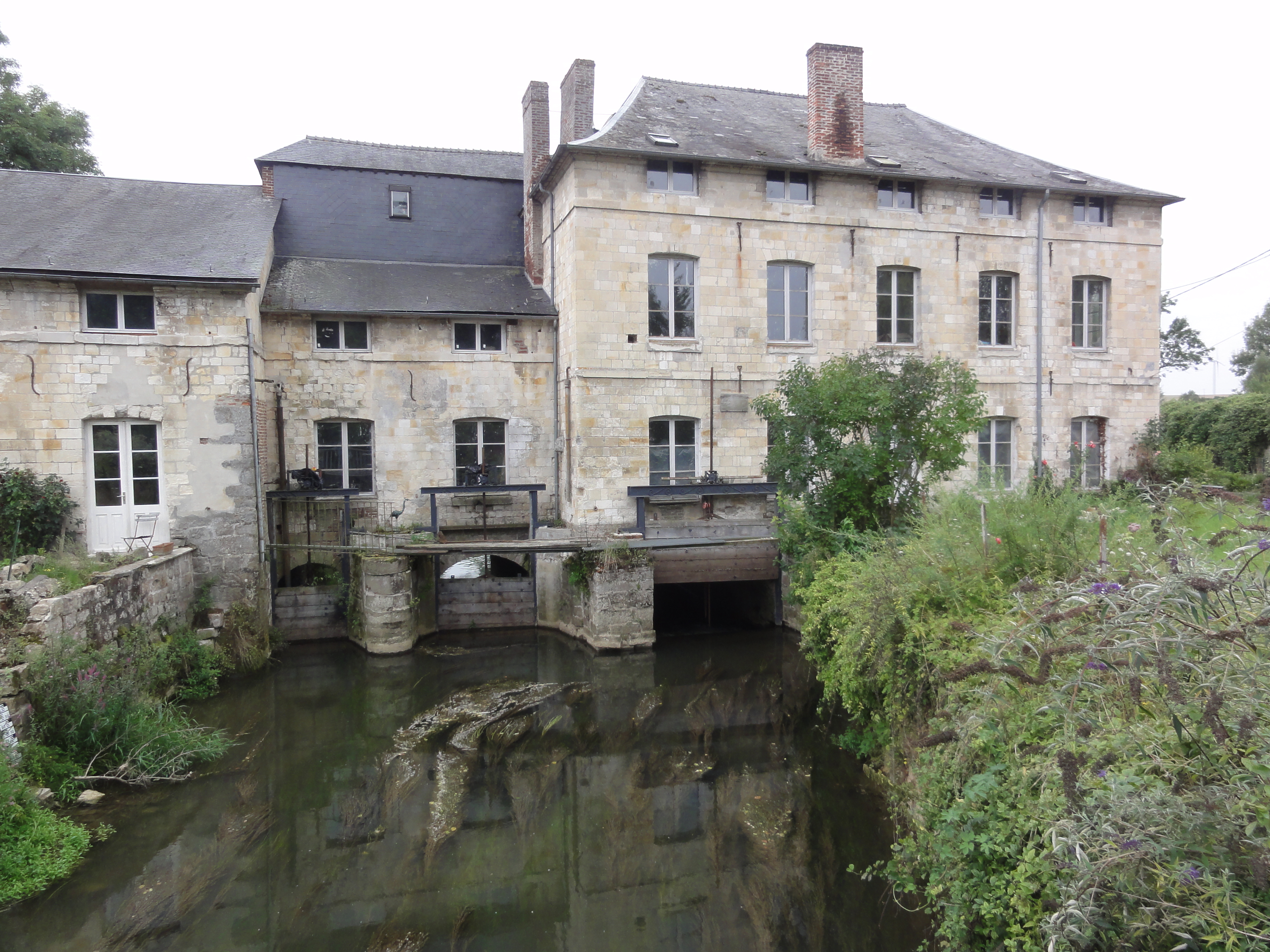
Moulin de l'abbaye sur la Sambre.

- Maisons de Nicolas Grain, 5 et 7 rue Nicolas-Grain à Vadencourt, datant de 1775 (propriété privée). Les deux maisons sont l'œuvre et la propriété du maître maçon Nicolas Grain (1750-1823), maçon de métier, mais également sculpteur, relieur, poète et mémorialiste amateur. La première maison est appelée Maison du Soleil (motif central du pignon). La seconde maison, édifiée vers 1775, dite Maison de la Fidélité-conjugale, comporte des détails sculptés et des thèmes évoquant la vie conjugale de Nicolas Grain.

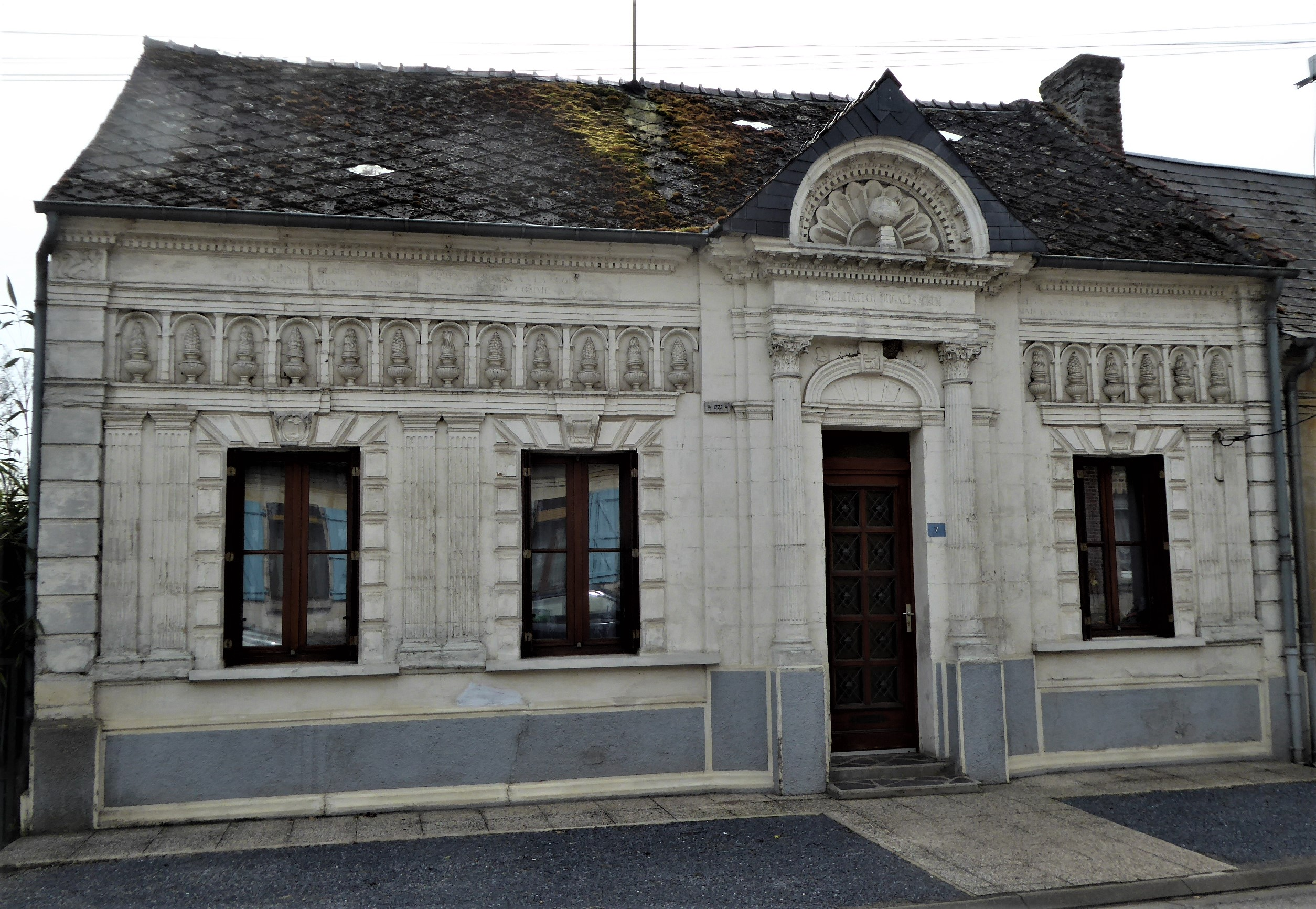
7 rue Nicolas Grain Vadencourt
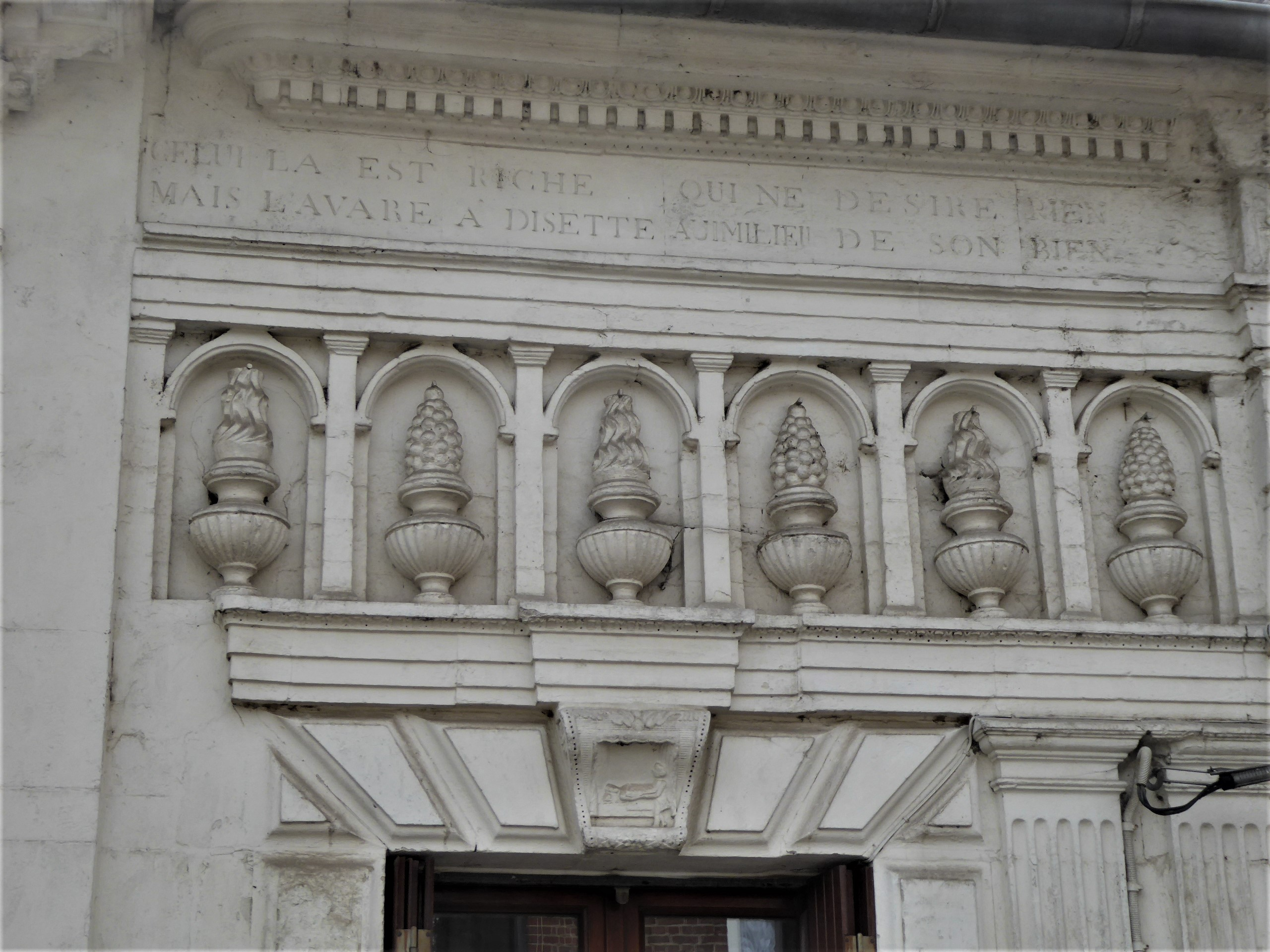
7 rue Nicolas Grain détail
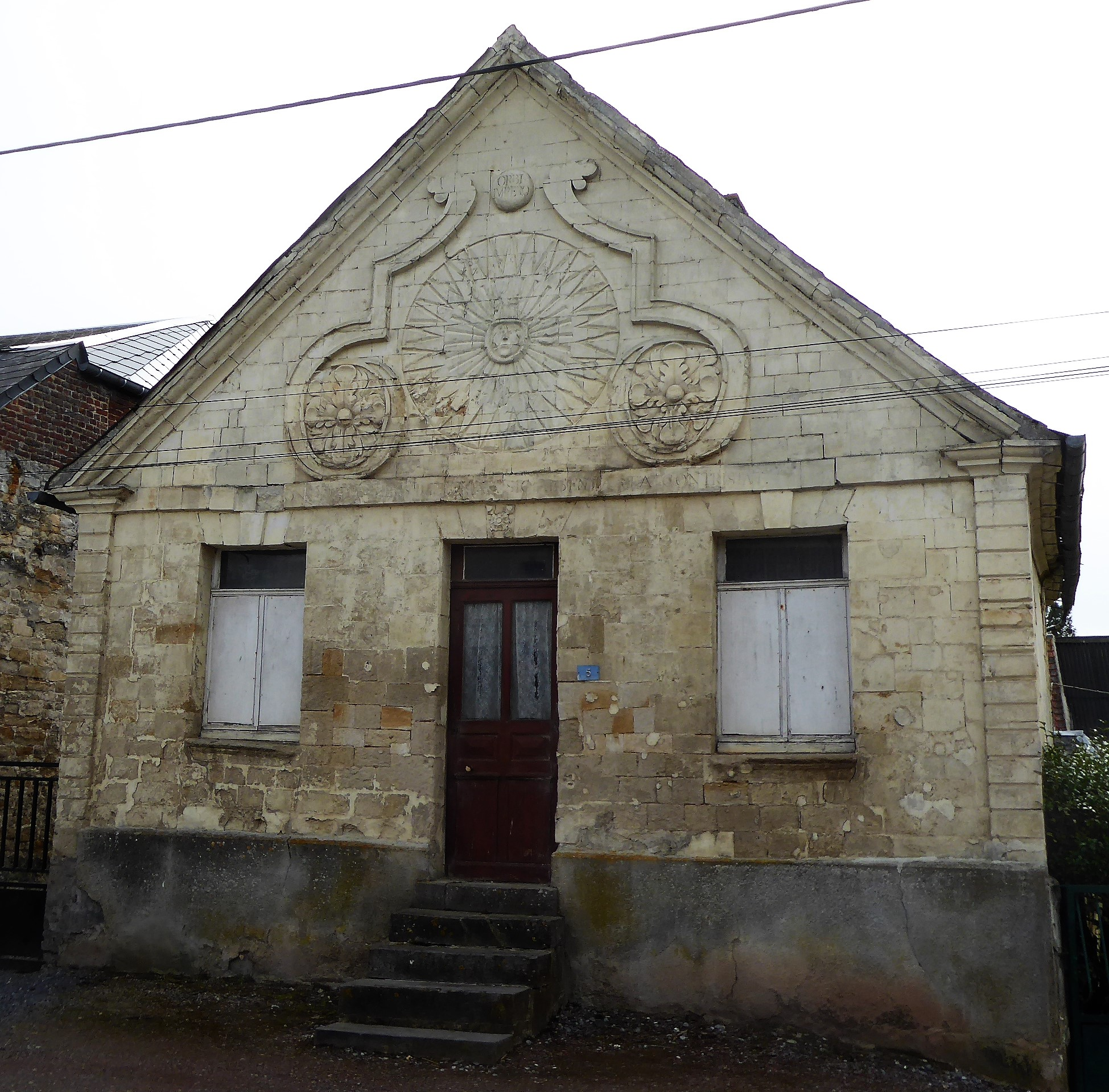
5 rue Nicolas Grain

- Monuments de guerre
  - Monument aux morts de Vadencourt et plaque commémorative dans l'église de Vadencourt.
  - Monument aux morts de Longchamps.
  - Mémorial de la Résistance de Bohéries (plaques et photographies).
- Canal de la Sambre à l'Oise : ce canal a été construit de 1834 à 1839 pour acheminer rapidement la charbon de Belgique vers Paris. Curiosités : 
  - le grand large à Vadencourt : zone où le canal s'élargit fortement, permettant à une péniche de faire demi-tour ;
  - le pont-canal de Vadencourt permettant au canal de franchir l'Oise. En 2006, le pont-canal a été fermé à la navigation ;
  - l'écluse de Longchamps.

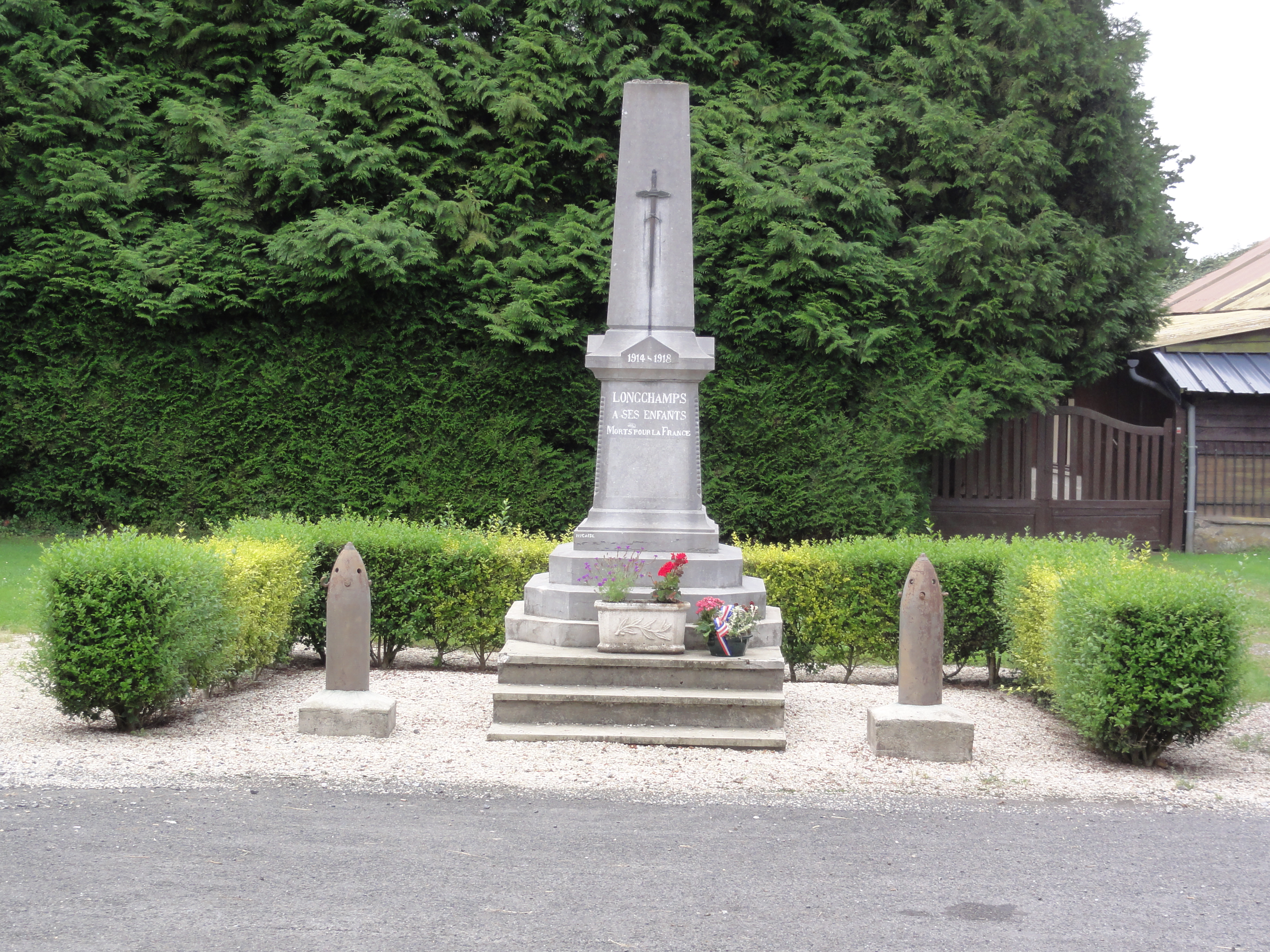
Monument aux morts de Longchamps.
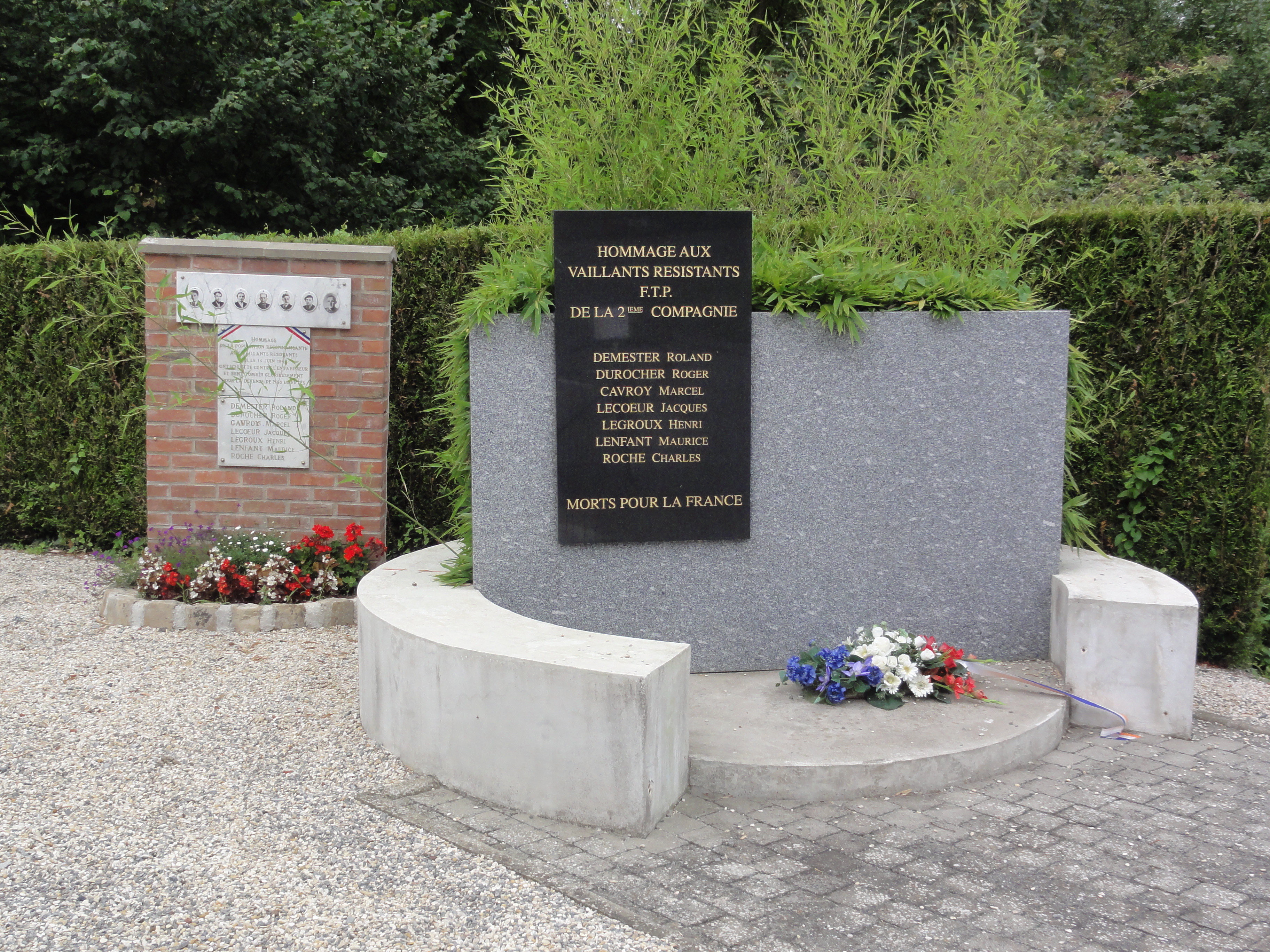
Mémorial de la Résistance de Bohéries.
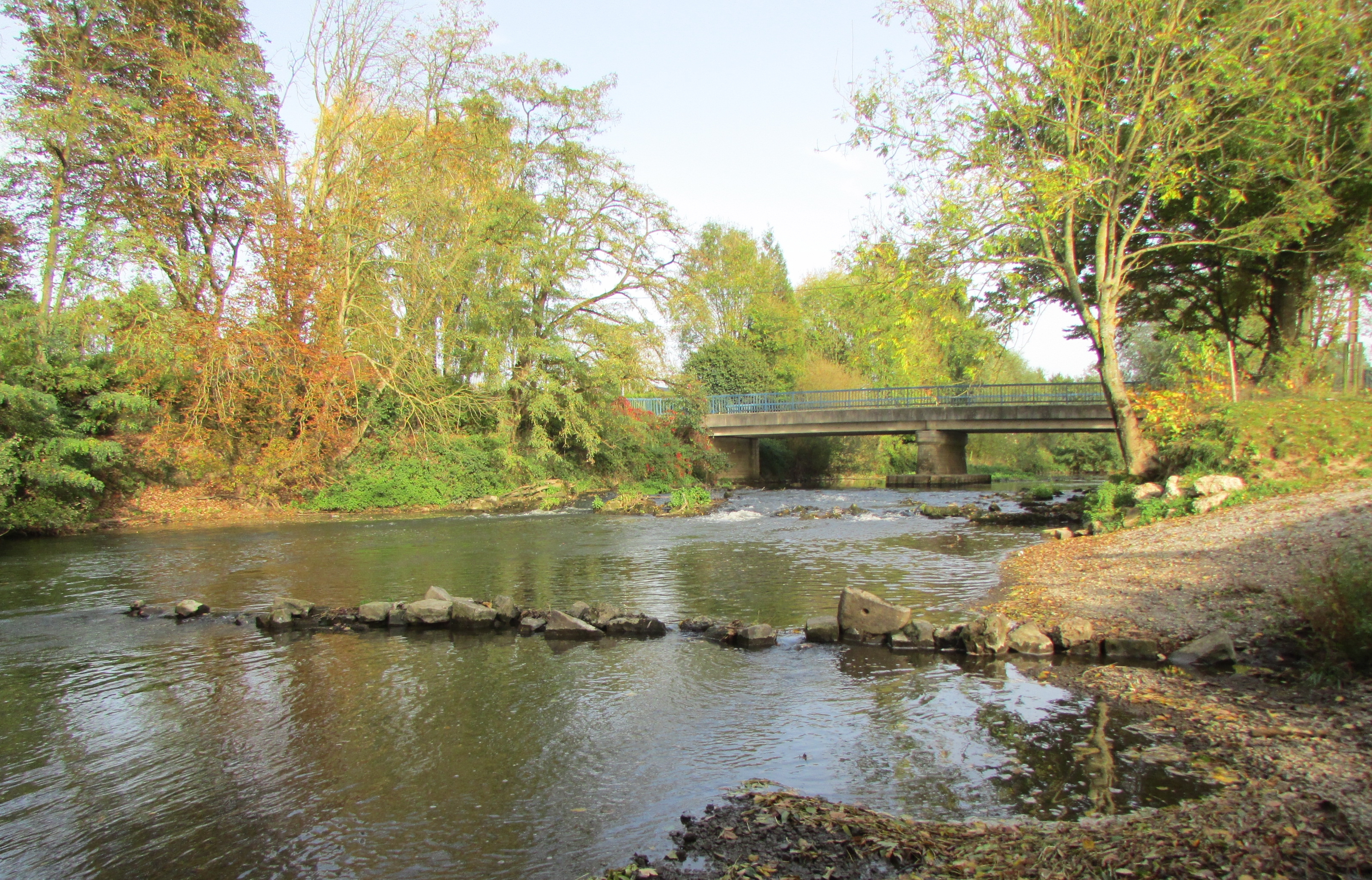
L'Oise à Vadencourt.
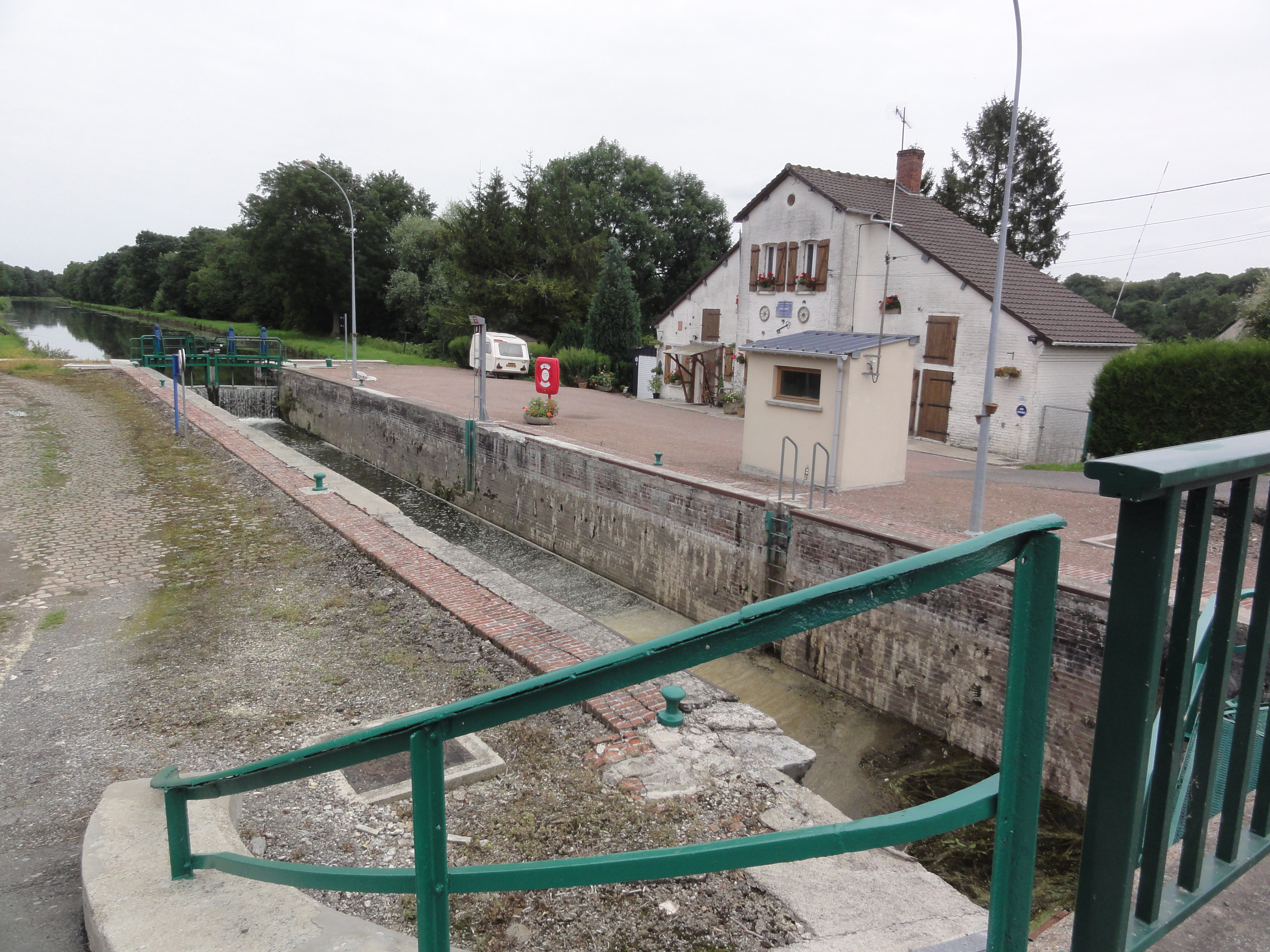
L'écluse 20 Longchamps.

## Personnalités liées à la commune
- Lucien Bochard (1925-2002), footballeur international olympique français, est né à Vadencourt. Il a participé aux Jeux olympiques de 1952 à Helsinki.
- Nicolas Grain : maître maçon, sculpteur, auteur.

## Légendes
Un souterrain relierait le château de Vadencourt au château des ducs de Guise distant de plusieurs kilomètres. Ce souterrain passerait sous plusieurs rivières et voies navigables. Une des entrées de ce souterrain serait visible dans les caves de l'ancien presbytère du village proche du château.